# St. Marien-Dom (Hamburg)

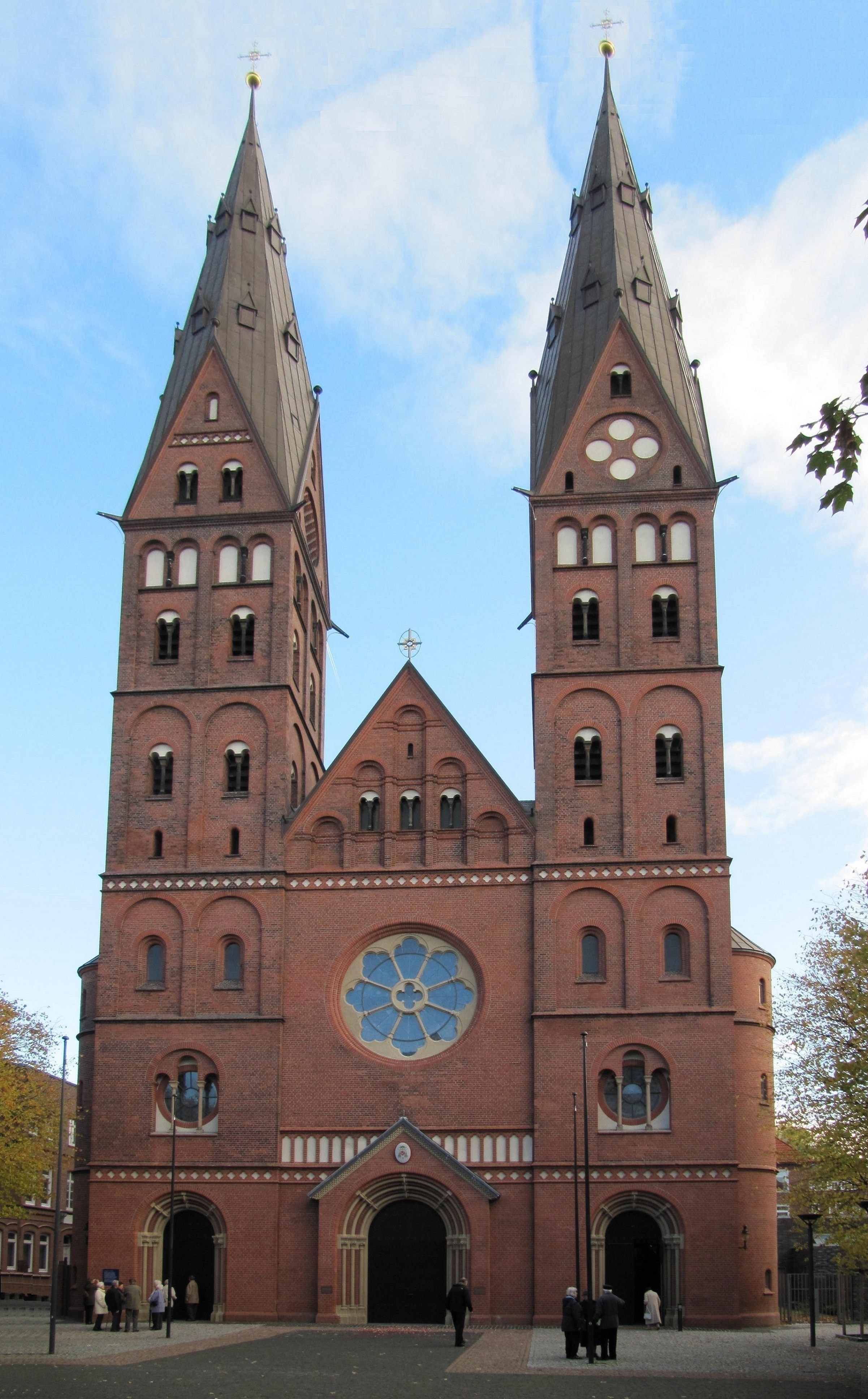
St. Marien, Turmfront

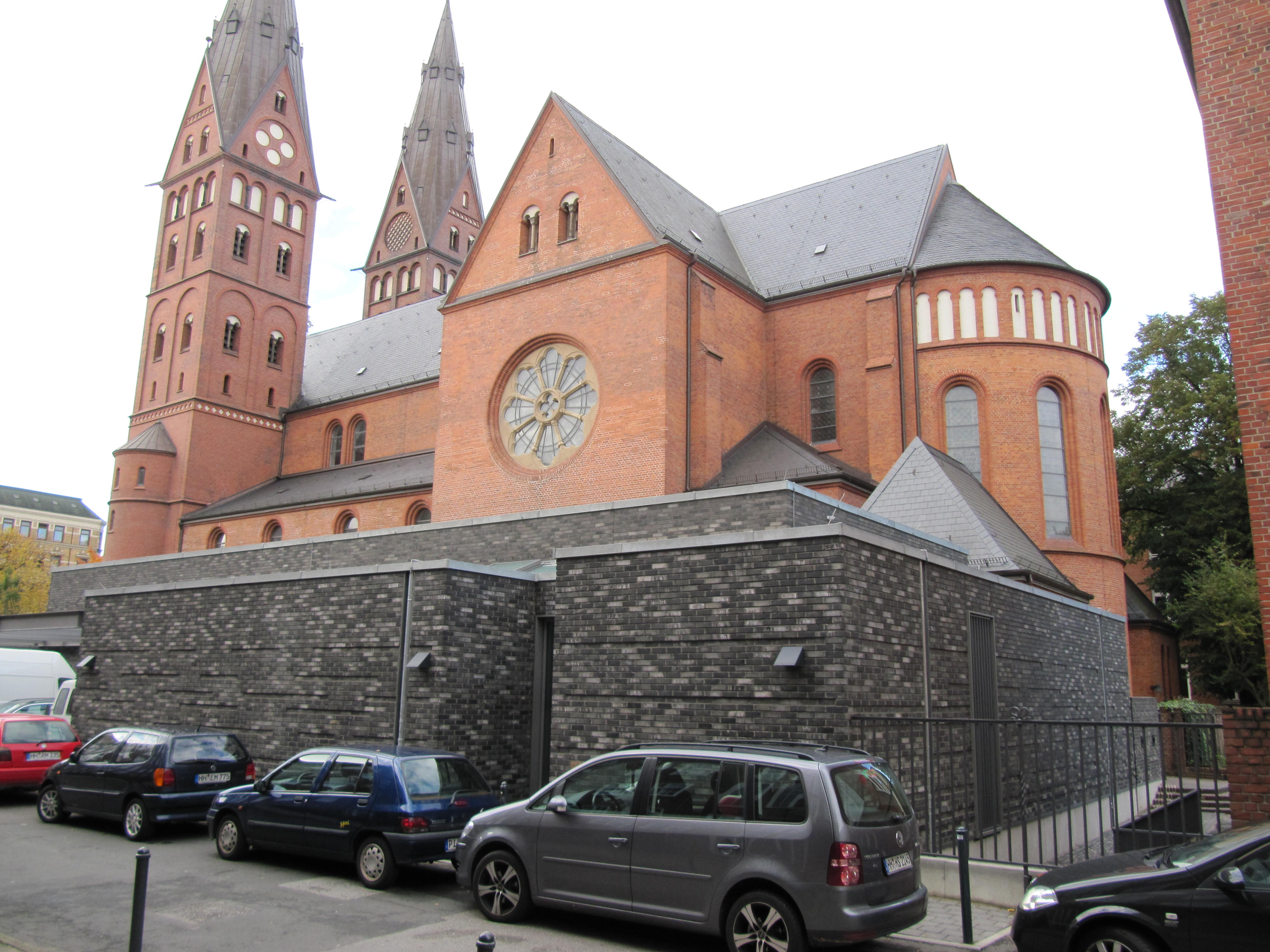
Domsakristei und Apsis

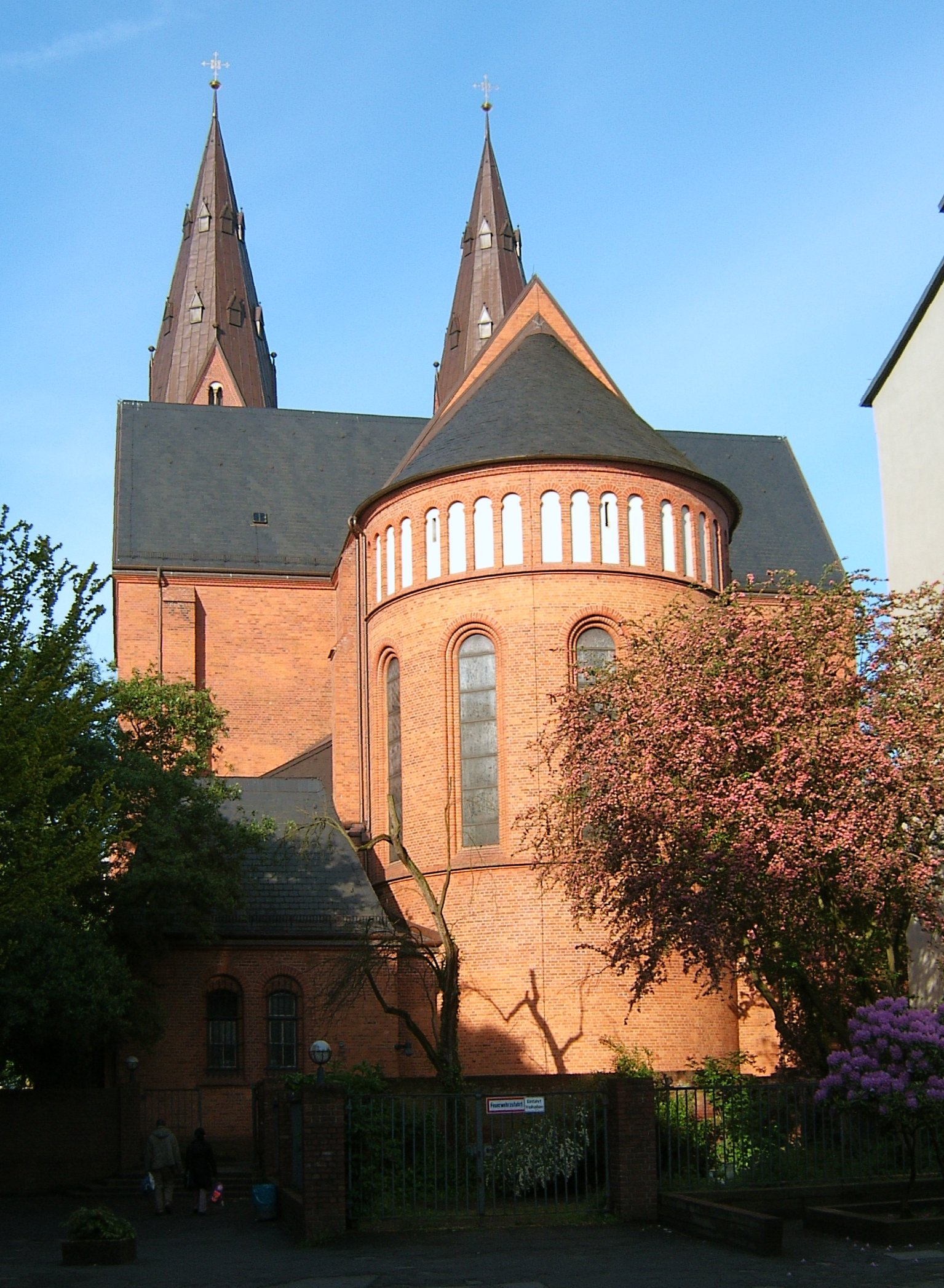
Apsis

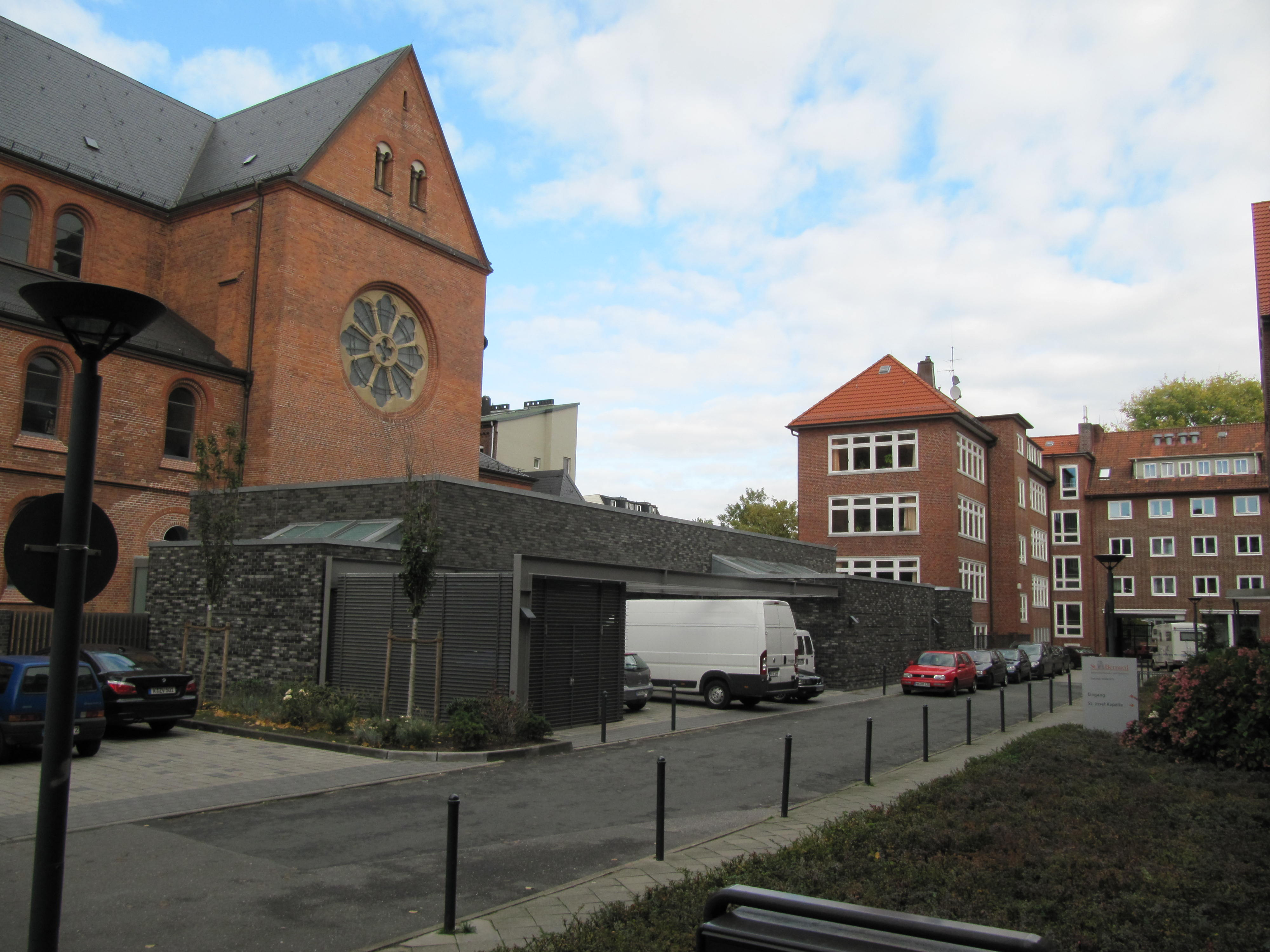
Domschule hinter St. Marien

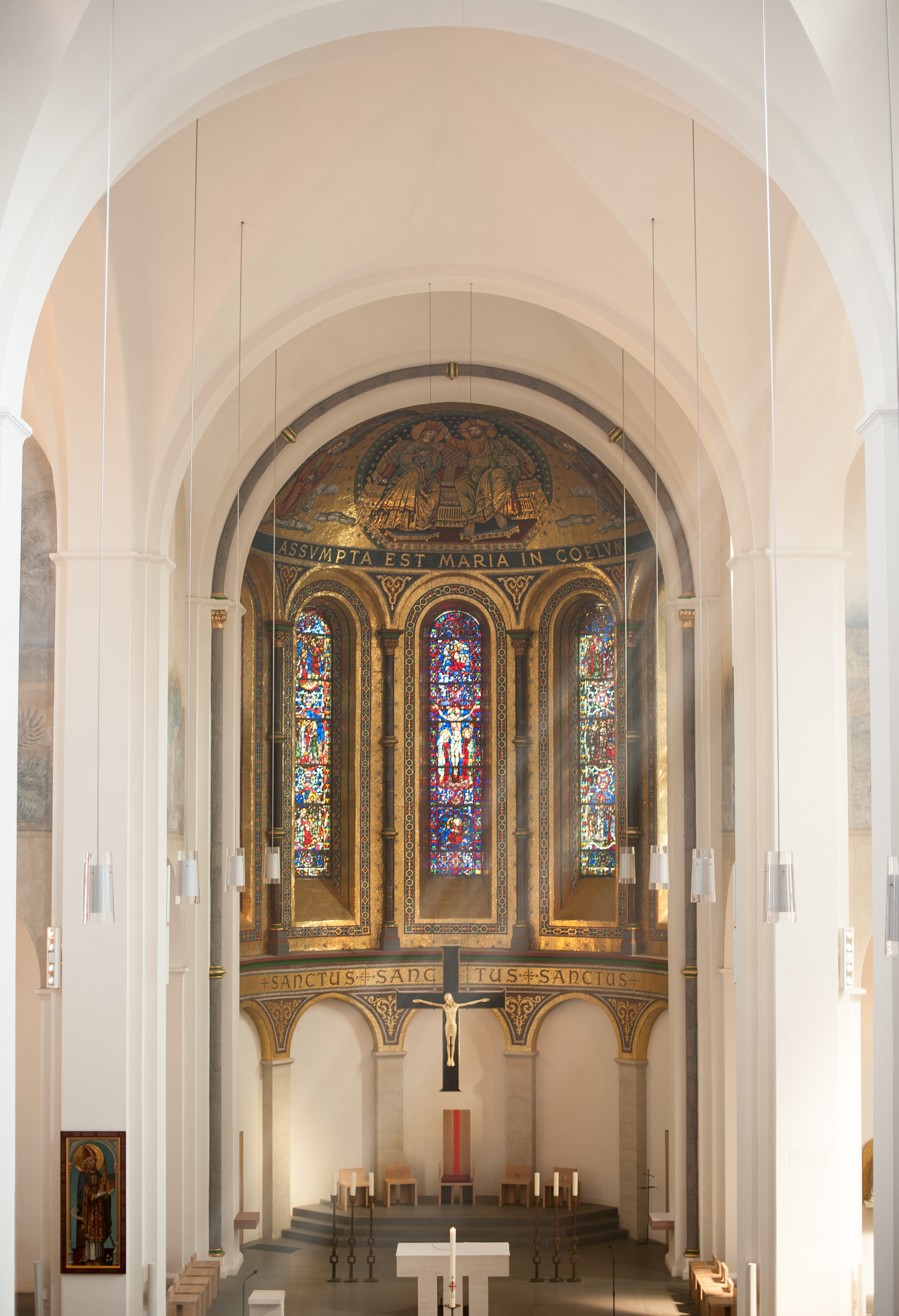
Innenraum

Der St.-Marien-Dom (Eigenschreibweise; umgangssprachlich Mariendom, zur Unterscheidung von der historischen Domkirche auch Neuer Mariendom) ist seit 1995 die Kathedralkirche des römisch-katholischen Erzbistums Hamburg. Der 1893 fertiggestellte neuromanische Bau befindet sich im Hamburger Stadtteil St. Georg an dem im Januar 2013 benannten Platz Am Mariendom, vormals Danziger Straße. 2009 wurde der Dom in die Denkmalliste von Hamburg-Mitte eingetragen.

## Geschichte

### Vorgängerbau
Der bis 1893 errichtete neue Mariendom ist Nachfolger der bis 1807 auf dem heutigen Hammaburg-Platz in der Altstadt bestehenden mittelalterlichen Hamburger Domkirche. Diese war bis zur Einführung der Reformation im Jahre 1529 Konkathedrale des Erzbistums Bremen-Hamburg und wurde in den Jahren 1804 bis 1807 abgebrochen.

### Neubau 1889 bis 1893
Das Gotteshaus wurde von 1889 bis 1893 als römisch-katholische Pfarrkirche nach Plänen des Paderborner Kirchenbaumeisters Arnold Güldenpfennig im neuromanischen Stil errichtet. Die Gestaltung der doppeltürmigen Westfassade knüpft an den Dom zu Bremen an.

Es ist der erste katholische Kirchenneubau in Hamburg seit der Reformation in der Stadt und die zweite katholische Kirche nach St. Ansgar. Aufgrund der 1529 von Johannes Bugenhagen aufgestellten Hamburger Kirchenordnung waren öffentliche katholische Messfeiern bis zum Jahr 1807 verboten. Geweiht wurde das Gotteshaus  am 28. Juni 1893 durch Bischof Bernhard Höting aus Osnabrück und ist wie auch sein Vorgängerbau der Gottesmutter Maria geweiht. Aus Kostengründen war die Kirche bei der Einweihung noch nicht ausgemalt. 

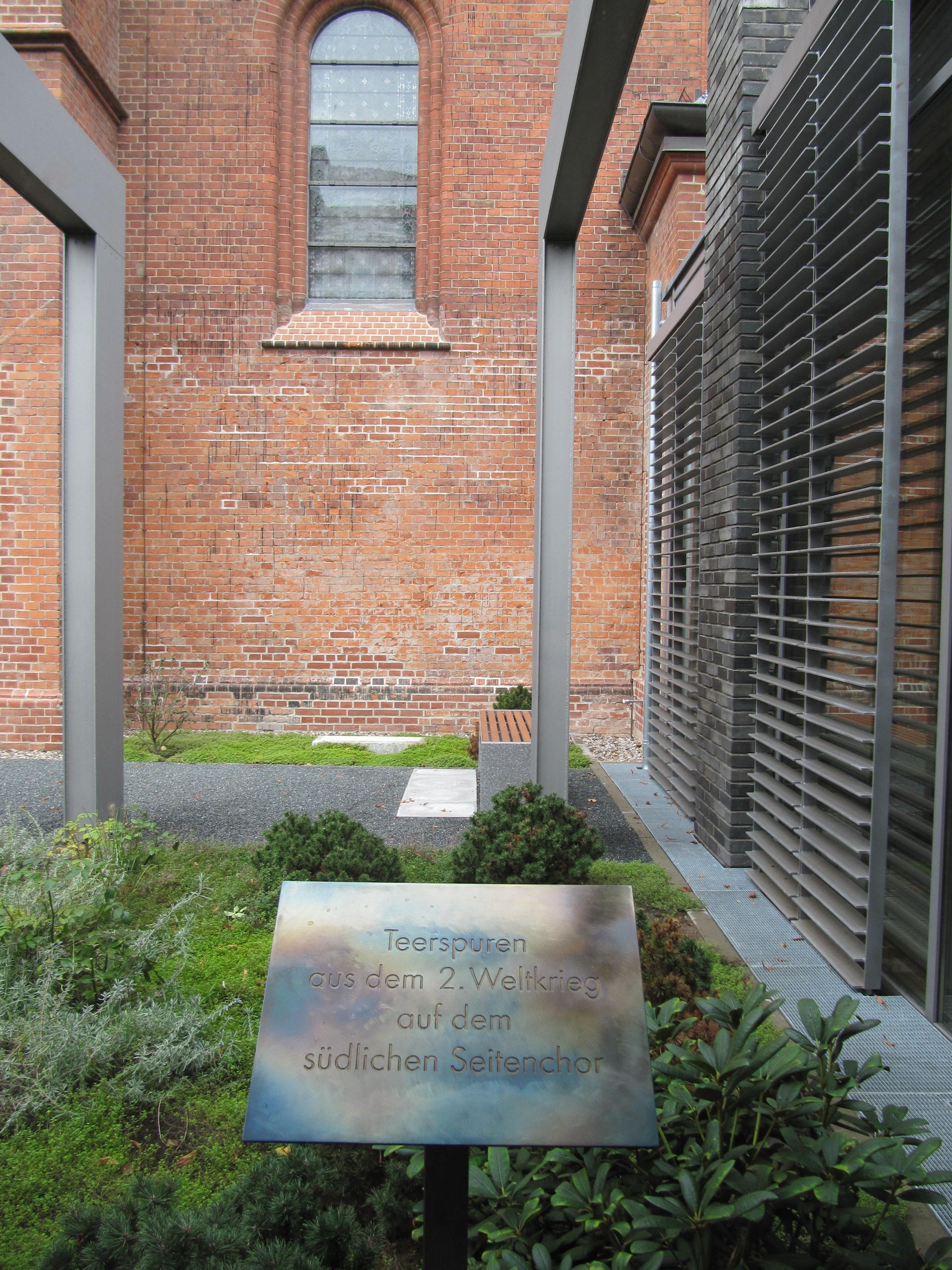
Teerspuren des Zweiten Weltkrieges an der Außenfassade und Hinweistafel

Während des Zweiten Weltkriegs, insbesondere während der alliierten Bombenangriffe, wurden alle Fenster, darunter die fünf Chorfenster mit Abbildungen aus dem Marienleben, zerstört sowie Teile des Daches und der Gewölbe.

### Bischofskirche
Nach dem Zweiten Weltkrieg entwickelte sich in St. Marien nach und nach ein reges Gemeindeleben, was schließlich dazu führte, dass der Weihbischof von Osnabrück, Johannes von Rudloff, im Dezember 1957 in Hamburg seinen ständigen Sitz nahm. Damit wurde die Marienkirche wieder zu einer Bischofskirche, obwohl die hier residierenden Bischöfe keine Diözesanvollmachten hatten. Von Rudloffs Nachfolger Karl-August Siegel war ab 1975 Weihbischof in Osnabrück für die Regionen Bremen und Niedersachsen und ab 1978 Bischofsvikar für Hamburg und Schleswig-Holstein. Das Erzbistum Hamburg wurde von Papst Johannes Paul II. mit Wirkung zum 7. Januar 1995 neu errichtet. Erster Diözesanbischof des neu gegründeten Bistums wurde der bisherige Osnabrücker Bischof Ludwig Averkamp.

### Renovierung und Modernisierung 2007 bis 2008
Von Juli 2007 an wurde die Kirche unter der Leitung des Architekturbüros Ewers Dörnen und Partner (Oldenburg/Holstein und Hamburg) umgestaltet. Die Neuausstattung des Altarraumes (Prinzipalien und Sedilien) erfolgte durch den Kölner Künstler W. Gies. Außerdem wurde eine Domsakristei angebaut, um den Anforderungen an eine Kathedralkirche zu entsprechen. Mit der feierlichen Altarweihe am 23. November 2008 wurde sie als Neuer Mariendom (St.-Marien-Dom Hamburg) wieder eröffnet. Die Baukosten in Höhe von rund 7,8 Millionen Euro wurden durch Spendengelder aufgebracht. Mit den Modernisierungen wurde die Kirche noch mehr zum sichtbaren Mittelpunkt der Katholiken im Norden Deutschlands.
Die wesentlichen Veränderungen sind die künstlerische Gestaltung der Altarinsel mit Ambo und Chorgestühl, Anbau eines Atriums mit Domfriedhof, Sakristei und Funktionsräumen, Neugestaltung der Eingangsbereiche mit neuen Portalen in beiden Türmen und einer Querachse vom neuen Seitenportal zum Atrium, Natursteinfußboden, Sanierung der künstlerischen Verglasung, Grundsanierung und Erweiterung der Orgel, Restaurierung der Kirchenbänke, Erneuerung des Putzes und Innenanstriches sowie die Erstellung neuer technischer Anlagen (Heizung, Elektrik, Beleuchtung, Akustik). Unter der Kirche wurde eine neue Krypta angelegt. Teile der Ausmalung aus den 1920er Jahren wurden wieder freigelegt.

## Architektur und Ausstattung

### Architektur
Der Mariendom ist eine neuromanische dreischiffige Emporenbasilika aus Backstein mit Querhaus, Chor und Rundapsis in Nordostausrichtung. Der Grundriss ist kreuzförmig im gebundenen System. Die repräsentative Portalfront mit den beiden hohen spitzhelmigen Türmen ist reich mit Doppelfenstern, Bogenfriesen und Lisenen gegliedert und trägt in der Mitte eine Fensterrosette.
Das Innere, bis auf die Apsis und die Querschiffe vollständig weiß gehalten, zeigt klassische Proportionen. Die Triforien sind zu Emporen erweitert. Ihre Arkadenbögen werden von Natursteinsäulen mit Würfelkapitellen getragen. Das Gesimsband oberhalb des Emporengeschosses verbindet das Schiff mit der Apsis. Das Mittelschiff wird durch hohe Obergadenfenster beleuchtet. Die Arkadenbögen des Kirchenschiffs wiederholen sich als Blendarkaden in der Apsis.

### Ausstattung

#### Wandmalereien und Mosaik in der Apsis
1922/1923 schuf Eduard Goldkuhle in der Apsis auf Goldgrund Die Krönung Mariens. Sie wurde 1948 durch ein neobyzantinisches Mosaik der Mayer’schen Hofkunstanstalt in München in Nachbildung des gleichnamigen Apsismosaiks von Jacopo Torriti der Papstbasilika Santa Maria Maggiore in Rom ersetzt. Die lateinische Inschrift lautet Assumpta est Maria in coelum („Aufgenommen ist Maria in den Himmel“). Geplant war die Anbringung des Mosaiks 1943 anlässlich des 50-jährigen Domjubiläums. Wegen der Bombardierungen musste die Ausstattung ausgesetzt werden.
Im Altarbereich malte Goldkuhle 1927 vier großflächige Wandmalereien im Nazarenerstil, Verkündigung Mariens (linke Apsiswand) und Geburt Christi (rechte Apsiswand), die Flucht nach Ägypten (linkes Querschiff) und die Kreuzabnahme (rechtes Querschiff). Diese wurden Mitte der 1960er Jahre infolge der Liturgiereform übermalt und bei der Domsanierung 2008 wieder freigelegt.

#### Kirchenfenster
Die im Zweiten Weltkrieg zerstörten Chorfenster wurden nach dem Vorbild von Glasfenstern mittelalterlicher Kathedralen ersetzt. Die moderne Buntverglasung der unteren Seitenschifffenster ist ein Zyklus von zehn Rundbogenfenstern (240 mal 115 cm) und einem Rundfenster (Durchmesser 11 cm) des Künstlers Johannes Schreiter. Sie stellen Szenen aus dem Leben des Propheten Jesaja dar.

#### Altarkreuz
Das Kreuz, das zur 100-Jahr-Feier der Kirche gestiftet wurde, stammt vom Bildhauer Heinrich Gerhard Bücker und wurde aus 4000 Jahre alter Mooreiche gefertigt. Die Vorderseite zeigt den gekreuzigten Jesus Christus, die Rückseite das Lamm Gottes.

#### Tabernakel
Der Tabernakel wurde 1964 durch den Duisburger Goldschmied Claus Pohl gestaltet. Das Relief ist auf der Vorderseite als Lebensbaum gestaltet, auf der Rückseite als brennender Dornbusch. Zunächst stand der Tabernakel auf einer Stele im südlichen Vorjoch und erhielt später einen großen Bronzeaufsatz. Nach der Renovierung und der Entfernung des Bronzeaufsatzes wurde er mit einer neuen Stele versehen und fand im nördlichen Vorjoch einen neuen Platz.

#### Taufstein
Der massive neoromanische Taufstein, der sich seit der Domsanierung 2008 in der Mitte des Domes befindet, wird dem Osnabrücker Bildhauer Heinrich Selig (1843–1912) zugeschrieben. Er ruht auf einem Sockel, der mit neoromanischen Bögen und Säulen und am Beckenrand mit Ranken- und Blätterornamenten verziert ist.

#### Bilder
Das St. Ansgar-Bild ist eine 2004 angefertigte Kopie des spätgotischen Originals von Hans Bornemann, welches ab 1457 zunächst im Alten Mariendom hing, der 1805 abgebrochen wurde. Im Jahr 1668 erfuhr das Original eine barockisierende Umgestaltung, bei dem die Inschriften auf dem Bildrand sowie die Widmungsinschrift übermalt wurden. Seit der Niederlegung des Alten Mariendoms befindet sich das Original in der Hauptkirche St. Petri. Die Kopie von 2004 wurde nach der Fassung von 1457 mit den ursprünglichen Inschriften auf dem Bildrand angefertigt und befindet sich seit dem Ansgartag 2004 im Neuen Mariendom an der Stirnseite zwischen Apsis und nördlichem Vorjoch. Ferner ist die Kopie eines Marienbildes mit Jesus in Ikonenform aus einer katholischen Kirche in Rom Anziehungspunkt für die Gläubigen.

#### Reliquien
Als Dauerleihgabe befindet sich seit 2011 ein Unterarm-Reliquiar des Hl. Ansgar aus dem Domschatz des Hildesheimer Doms im südlichen Seitenschiff.
Aus Privatbesitz wurde 2010 eine Kreuzreliquie gestiftet, die seit dem Fest der Kreuzerhöhung (14. September) in der Krypta des Domes verehrt wird.

#### Südliches Seitenschiff
1979 wurden die steinernen Bildtafeln des ehemaligen Hochaltars von Heinrich Seling im nördlichen Vorjoch angebracht, seit der Instandsetzung des Doms 2008 befinden sie sich in dem südlichen Vorjoch. Allerheiligen 2012 weihte der Erzbischof von Hamburg Werner Thissen die Gedenkstätte für die Lübecker Märtyrer im südlichen Seitenschiff ein.

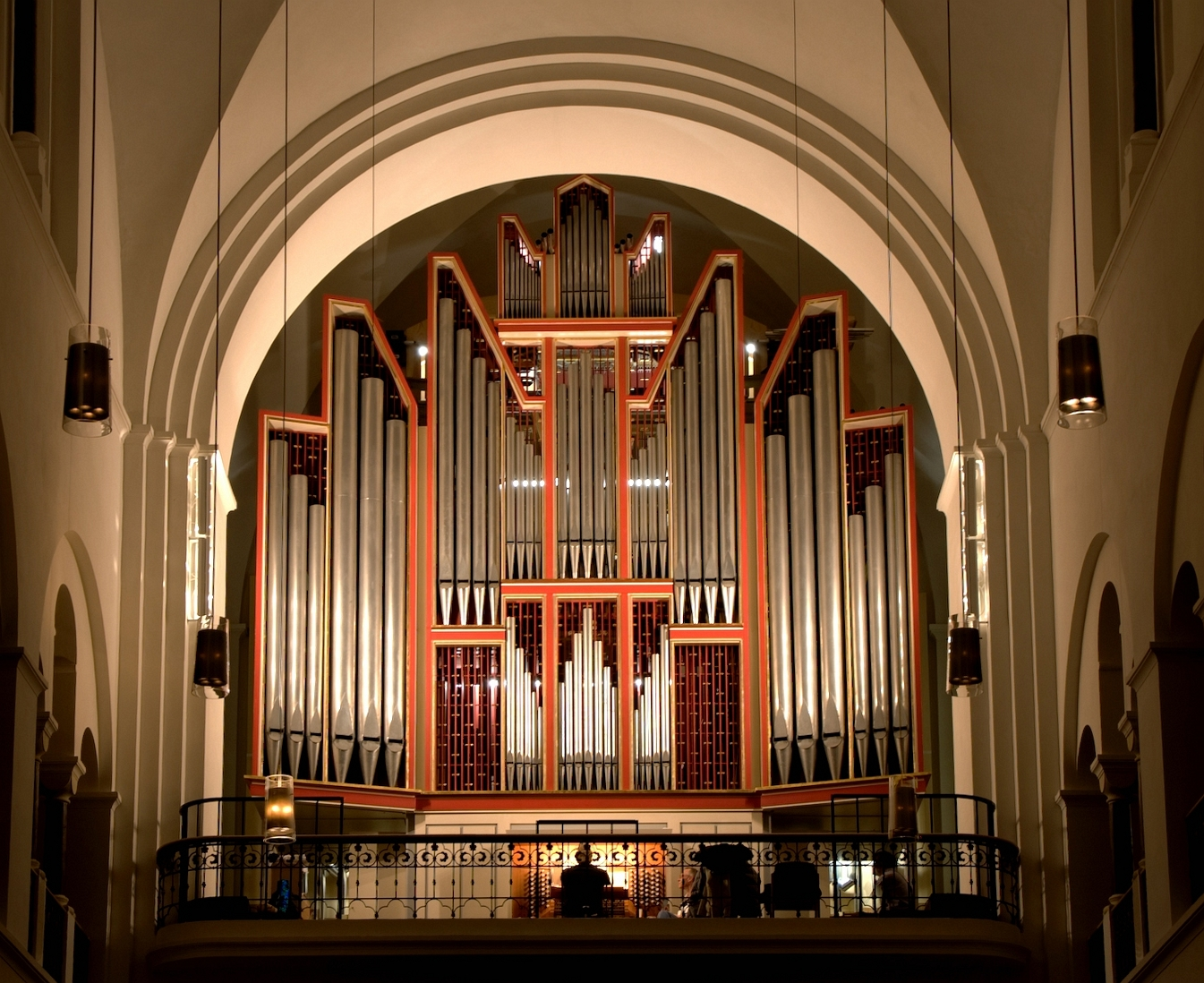
Beckerath-Orgel

#### Orgel
Die ursprüngliche Orgel wurde von dem Hamburger Orgelbauer Rother erbaut. Diese Orgel des Mariendomes wurde 1965/1967 durch einen Neubau von der Firma Rudolf von Beckerath Orgelbau aus Hamburg ersetzt. Dieses Instrument hatte zunächst 50 Register auf drei Manualwerken und Pedal.

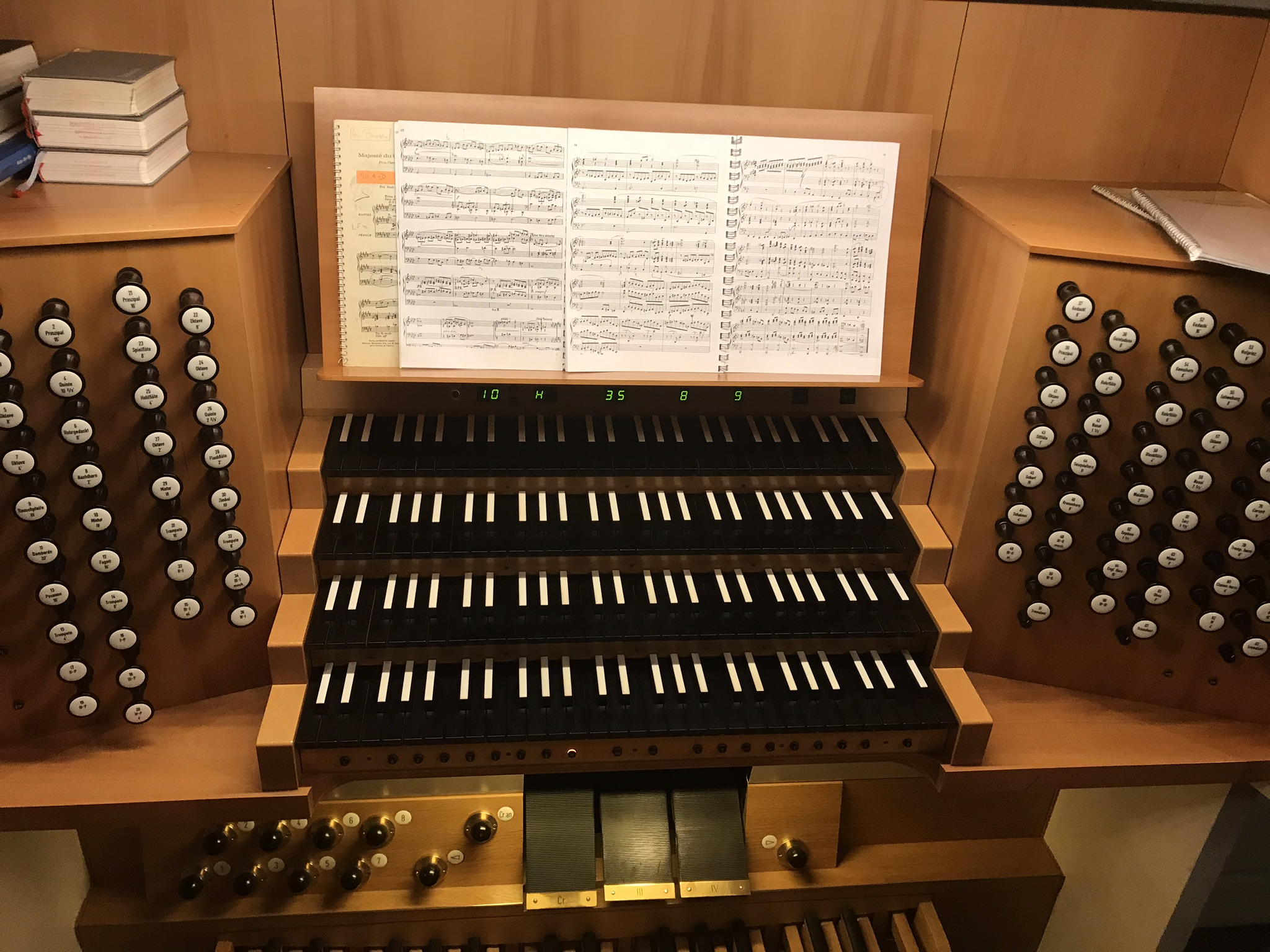
Spieltisch

Im Zuge der Domsanierung wurde die Orgel im Jahre 2008 überholt; das Instrument wurde um ein schwellbares Hinterwerk (im Prinzip ein Récit expressif) sowie zwei Pedalregister (Untersatz 32′ und Bombarde 32′) erweitert und mit einer neuen Spielanlage ausgestattet. Das nach der ursprünglichen Disposition als 32′ ausgebaute Fagott im Pedal wurde zu einem Fagott 16′ umgearbeitet. Die Orgel hat nun 65 Register auf vier Manualwerken und Pedal. Die Spieltrakturen sind mechanisch (Schleifladen mit Tonkanzellen), die Registertrakturen sind elektrisch. Ausgestattet ist das Instrument mit einer 4.000-fachen elektronischen Setzeranlage.
| I Hauptwerk C–g3 |            |        |
| 01.              | Prinzipal  | 16′    |
| 02.              | Oktave     | 08′    |
| 03.              | Spielflöte | 08′    |
| 04.              | Oktave     | 04′    |
| 05.              | Hohlflöte  | 04′    |
| 06.              | Quinte     | 02 ⁄3′ |
| 07.              | Oktave     | 02′    |
| 08.              | Flachflöte | 02′    |
| 09.              | Mixtur VI  | 02′    |
| 10.              | Zimbel III | 01⁄2′  |
| 11.              | Trompete   | 16′    |
| 12.              | Trompete   | 08′    |

| II Schwellwerk C–g3 |               |         |
| 13.                 | Gedackt       | 16′     |
| 14.                 | Violprinzipal | 08′     |
| 15.                 | Gemshorn      | 08′     |
| 16.                 | Schwebung     | 08′     |
| 17.                 | Rohrflöte     | 08′     |
| 18.                 | Oktave        | 04′     |
| 19.                 | Blockflöte    | 04′     |
| 20.                 | Nasat         | 02 ⁄3′  |
| 21.                 | Waldflöte     | 02′     |
| 22.                 | Terz          | 01 3⁄5′ |
| 23.                 | Septime       | 01 ⁄7′  |
| 24.                 | Mixtur V      | 01 ⁄3′  |
| 25.                 | Englisch Horn | 16′     |
| 26.                 | Oboe          | 08′     |
|                     | Tremulant     |         |

| III Kronwerk C–g3 |                 |       |
| 27.               | Gedackt         | 8′    |
| 28.               | Quintadena      | 8′    |
| 29.               | Prinzipal       | 4′    |
| 30.               | Rohrflöte       | 4′    |
| 31.               | Oktave          | 2′    |
| 32.               | Nasat           | 1 ⁄3′ |
| 33.               | Sifflöte        | 1′    |
| 34.               | Sesquialtera II | 2 ⁄3′ |
| 35.               | Scharf IV       | 1′    |
| 36.               | Krummhorn       | 8′    |
| 37.               | Schalmei        | 4′    |
|                   | Tremulant       |       |

| IV Hinterwerk C–g3 |                      |     |
| 38.                | Flûte allemande      | 16′ |
| 39.                | Flûte harmonique     | 08′ |
| 40.                | Salicional           | 08′ |
| 41.                | Voix célèste         | 08′ |
| 42.                | Principal            | 04′ |
| 43.                | Fugara               | 04′ |
| 44.                | Flûte octaviante     | 04′ |
| 45.                | Octavin              | 02′ |
| 46.                | Cornett V            | 08′ |
| 47.                | Plein jeu V          | 02′ |
| 48.                | Trompette harmonique | 08′ |
| 49.                | Voix humaine         | 08′ |
| 50.                | Clarion harmonique   | 04′ |
|                    | Tremulant            |     |

| Pedalwerk C-f1 |                  |         |
| 51.            | Untersatz        | 32′     |
| 52.            | Prinzipal        | 16′     |
| 53.            | Subbass          | 16′     |
| 54.            | Quinte           | 10 2⁄3′ |
| 55.            | Oktave           | 08′     |
| 56.            | Rohrgedackt      | 08′     |
| 57.            | Oktave           | 04′     |
| 58.            | Nachthorn        | 02′     |
| 59.            | Rauschpfeife III | 04'     |
| 60.            | Mixtur VI        | 02 ⁄3′  |
| 61.            | Bombarde         | 32′     |
| 62.            | Fagott           | 16′     |
| 63.            | Posaune          | 16′     |
| 64.            | Trompete         | 08′     |
| 65.            | Trompete         | 04′     |

- Koppeln: II/I, III/I, III/II, IV/I, IV/II, IV/III, I/P, II/P, III/P, IV/P; diverse Sub- und Superoktavkoppeln.
- Spielhilfen: 4000 Setzerkombinationen, Registercrescendo

#### Glocken
Erst 1901 wurden vier Bronzeglocken geweiht, die zu Beginn des Ersten Weltkrieges zu Kriegszwecken abgegeben werden mussten und verlorengingen. Im Jahr 1928 bekam die Kirche vier neue Bronze-Glocken: die große C-Glocke „Salvator“, die Es-Glocke „St. Marien“, die F-Glocke „Caritas“ und die G-Glocke „St. Josef“—allesamt gegossen von der Glockengießerei Otto in Hemelingen. 1943 mussten drei dieser Glocken wiederum zu Rüstungszwecken abgegeben werden. Zwei dieser Glocken wurden nach dem Krieg auf dem Glockenfriedhof im Hamburger Hafen wiedergefunden. Die verlorengegangene „Caritas“-Glocke wurde nachgegossen. Im Dezember 1947 kehrten diese drei Glocken zurück in den Turm des Domes.
| Glocke | Name       | Gussjahr | Gießer, Gussort                  | Gewicht | Schlagton |
| ------ | ---------- | -------- | -------------------------------- | ------- | --------- |
| 1      | Salvator   | 1928     | Glockengießerei Otto, Hemelingen | 2800 kg | c′        |
| 2      | St. Marien | 1928     | Glockengießerei Otto, Hemelingen | 1650 kg | es′       |
| 3      | Caritas    | 1947     | Glockengießerei Otto, Hemelingen | 1150 kg | f′        |
| 4      | St. Josef  | 1928     | Glockengießerei Otto, Hemelingen | 0800 kg | g′        |

#### Bildergalerie

Innenausstattung des Domes
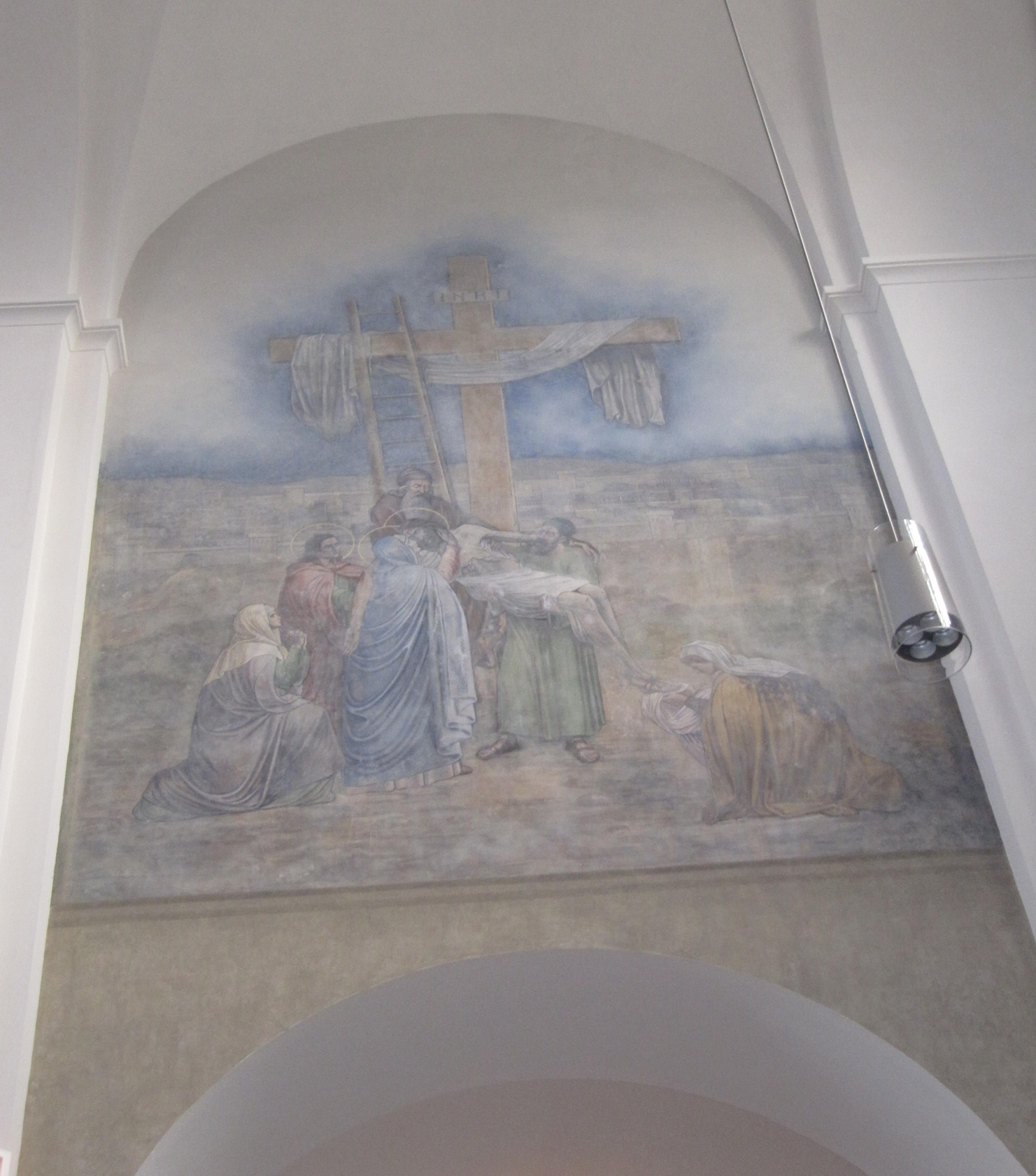
Wandmalerei „Kreuzabnahme“
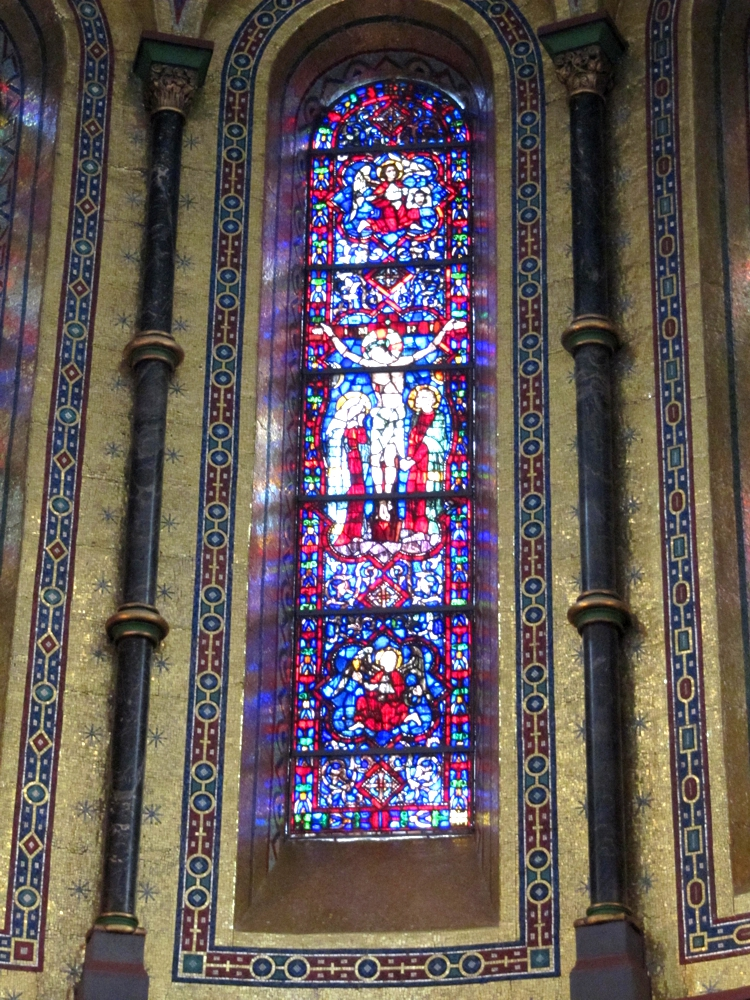
Apsismosaik
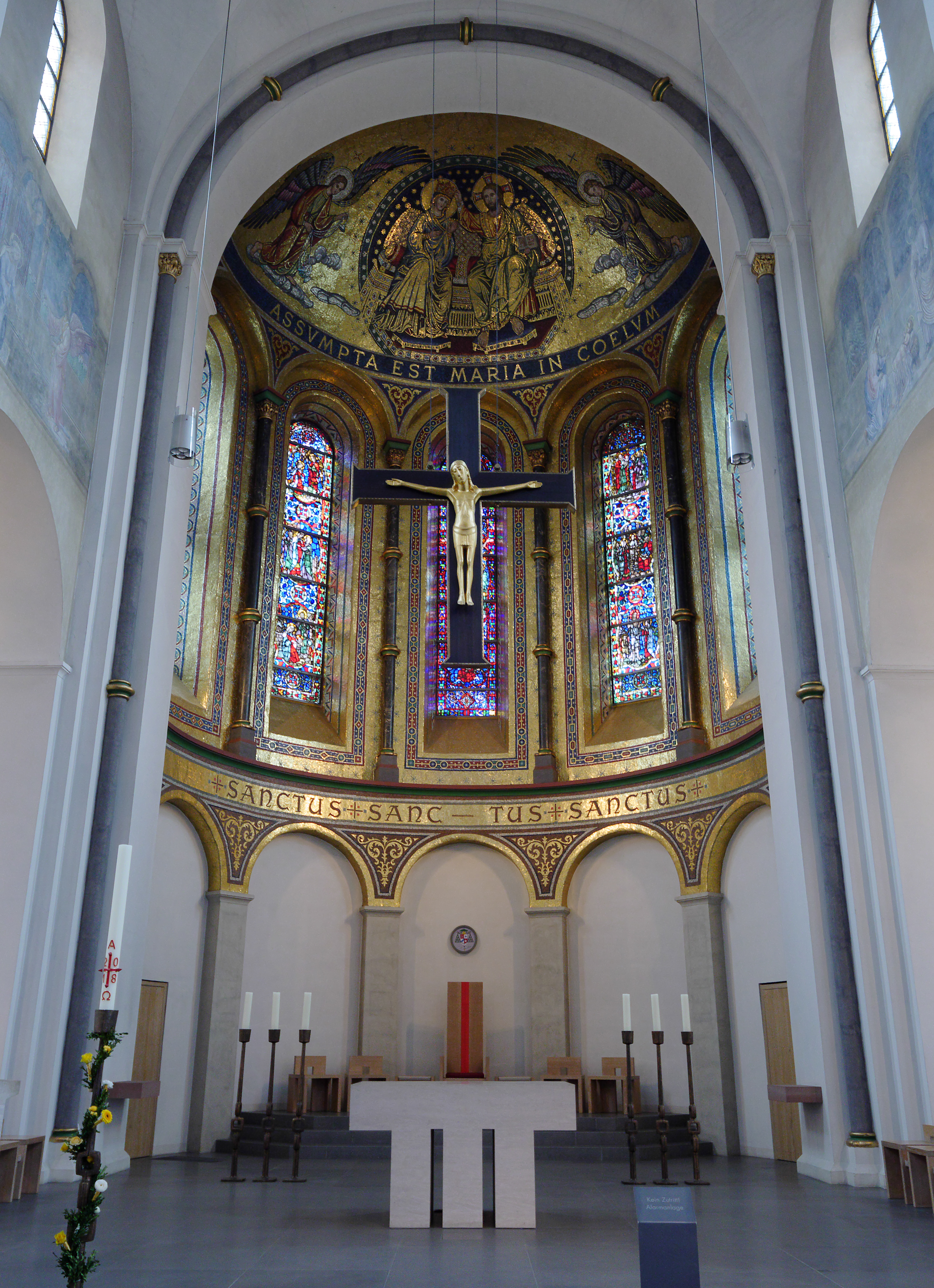
Altarkreuz und Apsismosaiken
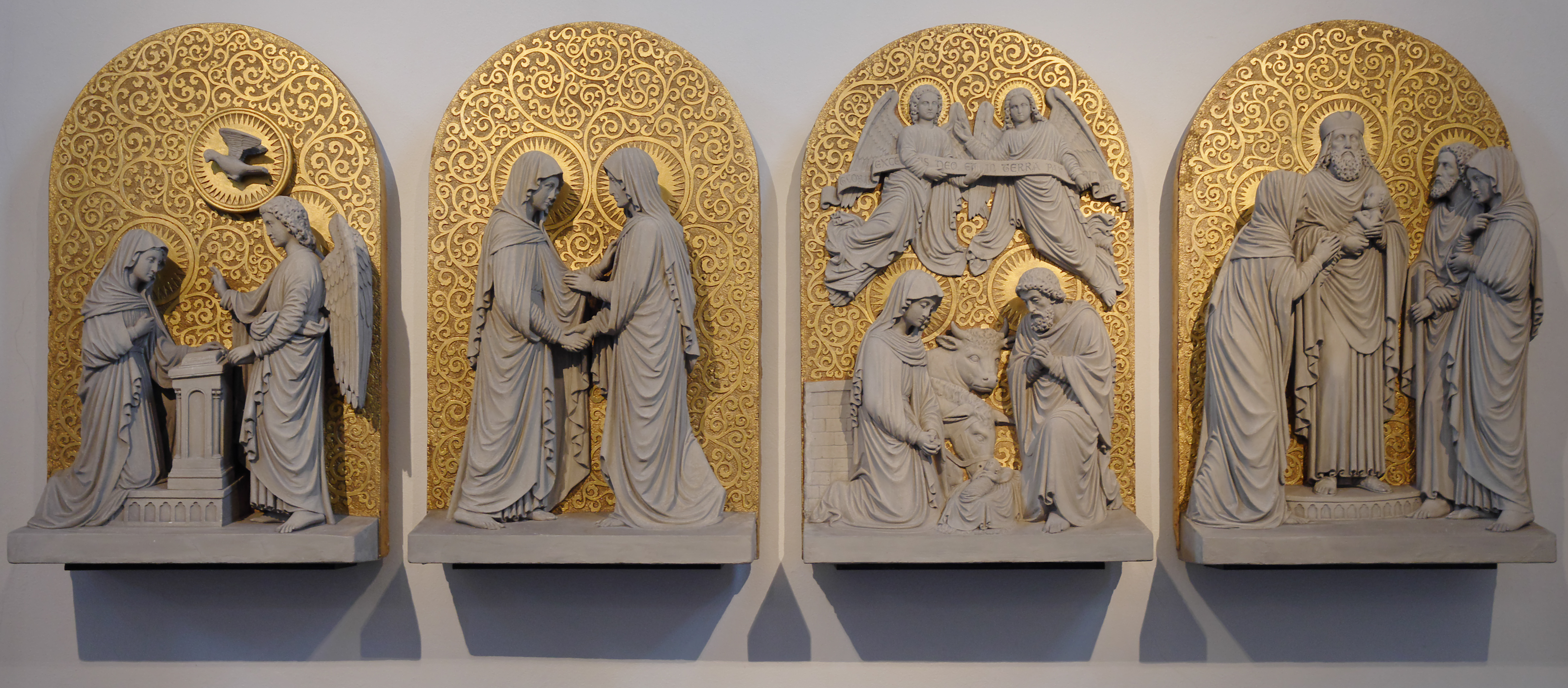
Geburtszyklus mit vier Darstellungen von Maria aus dem ehemaligen Hochaltar: Verkündigung mit Gabriel, Besuch von Elisabeth, Krippenszene, im Tempel mit Simeon
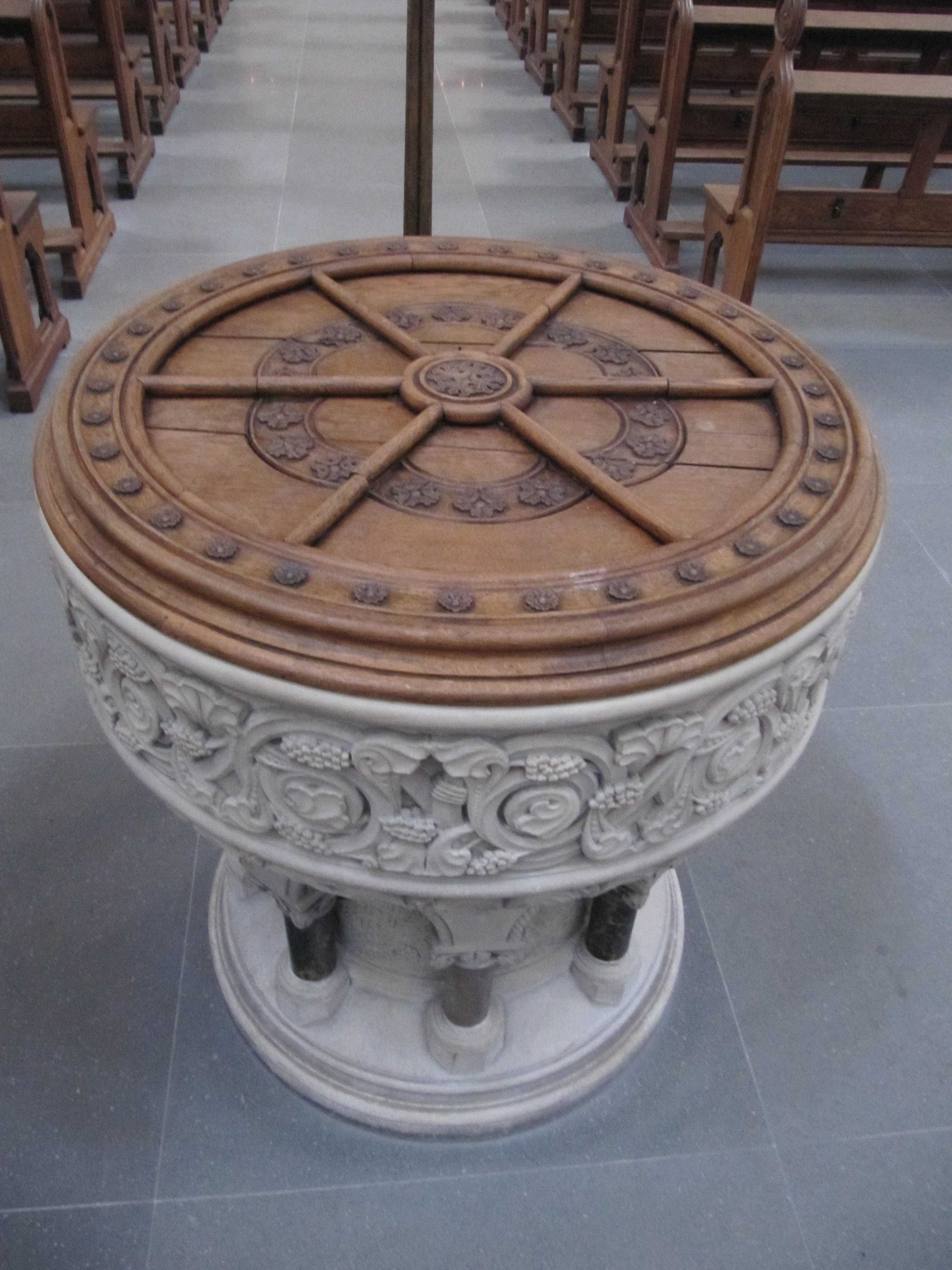
Taufstein, Taufbecken und Holzabdeckung
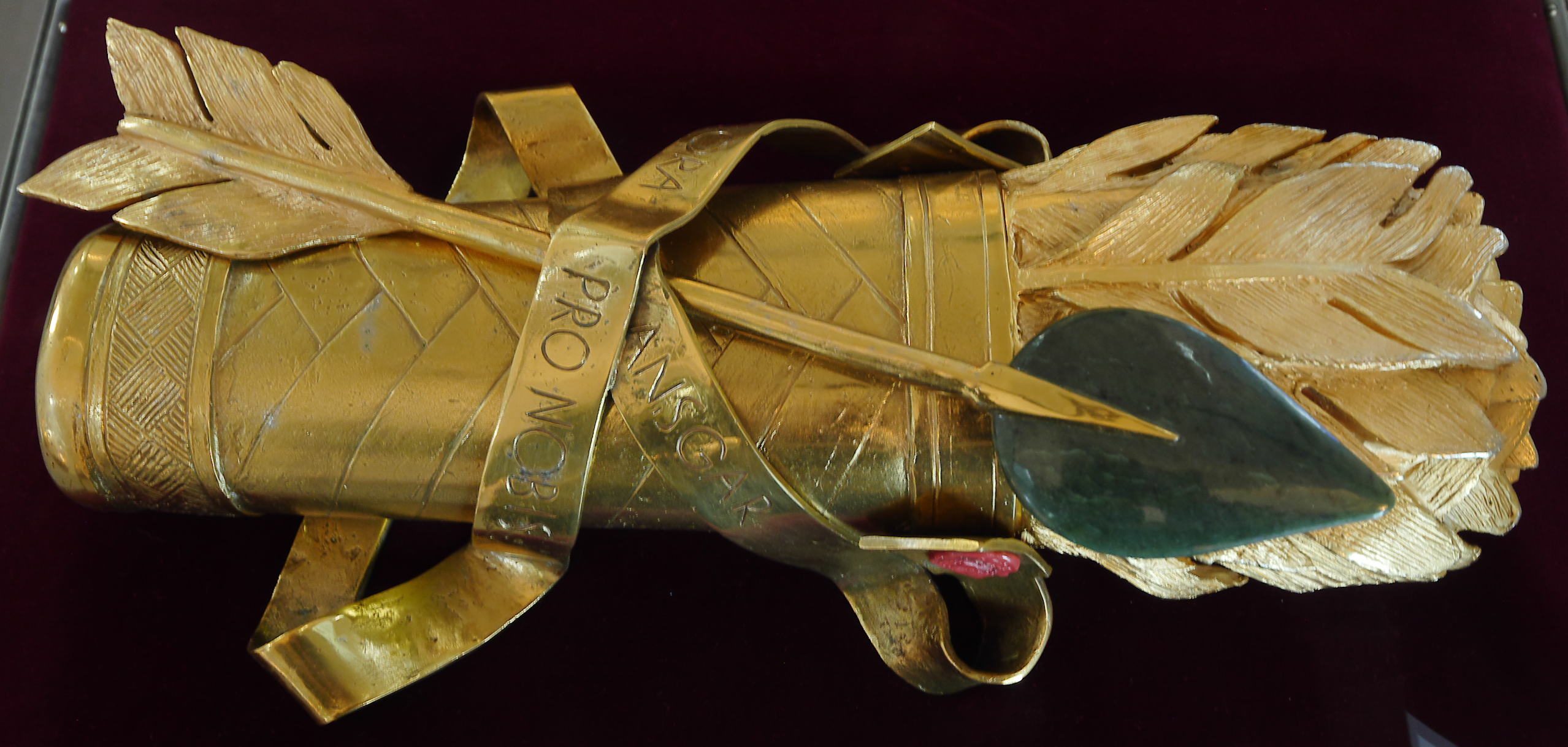
Hamburger Dom, Sankt-Ansgar-Reliquiar mit einem Stück vom Unterarm, gestaltet von Klaus Balke mit Speer und Köcher

### Domsakristei

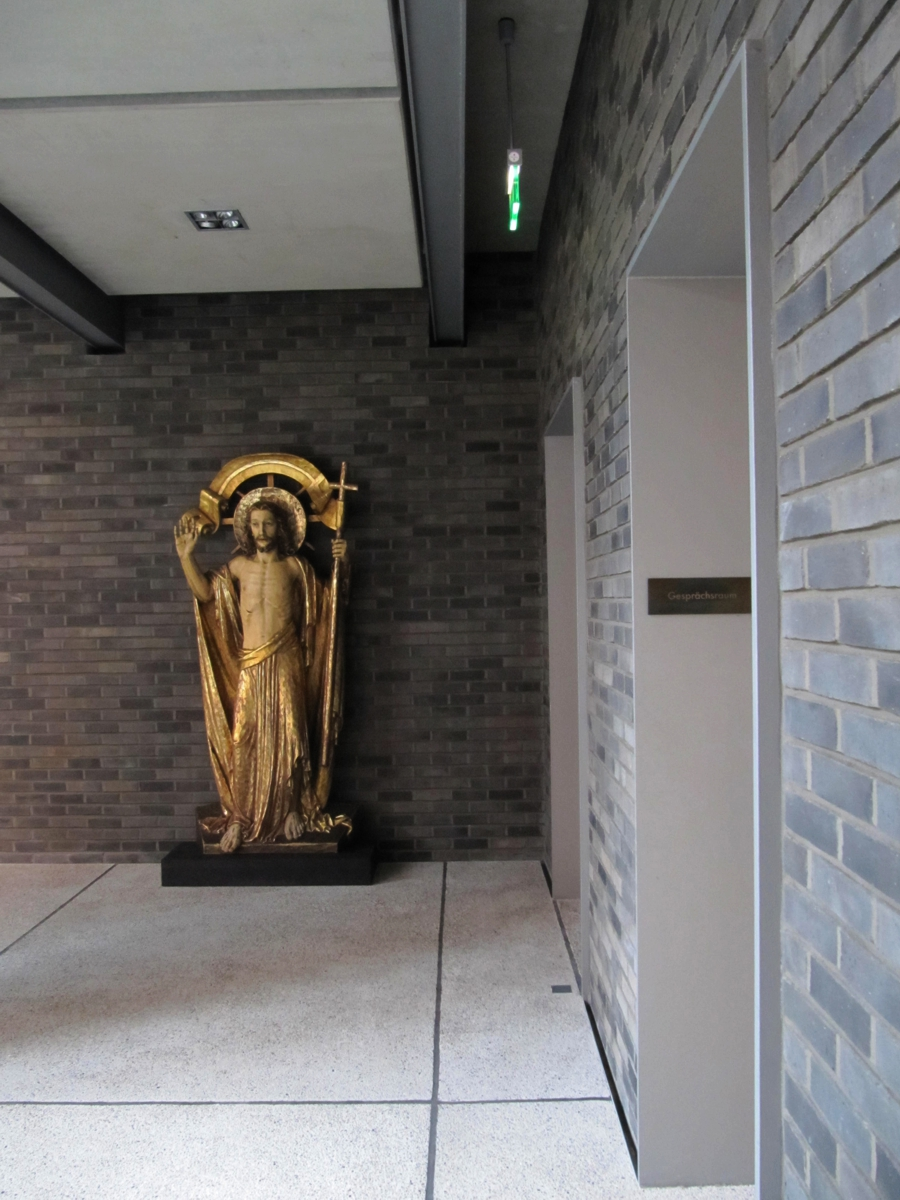
Christusfigur von Ludwig Nolde (1888–1958) im Statiogang

Die bisherige Sakristei war für die erweiterten Erfordernisse einer Kathedralkirche zu klein. Daher wurde in den Jahren 2007 bis 2008 die Südseite des Domes mit einem Anbau versehen. Die dort stehende kleine Taufkapelle wurde abgerissen, und das Taufbecken wurde von dorthin in die Mitte des Domes verlagert. Die überlebensgroße Christusfigur fand Aufstellung in dem neu geschaffenen Statiogang. Der Anbau ist ein Entwurf des Architektenbüros Ewers Dörnen + Partner und hat zwei Zugänge von Dom: Zum einen ist er über die bisherige Sakristei rechts neben der Apsis zugänglich, außerdem über einen Statiogang über dem Portal zur ehem. Taufkapelle. Das neue Gebäude beherbergt u. a. die Kapitelssakristei, einen Beichtraum sowie die Ministrantensakristei. Über den Statiogang besteht auch ein Zugang zur Domkrypta. Der Statiogang umschließt einen Teil des neu geschaffenen Domherrenfriedhofs.

### Grablegen

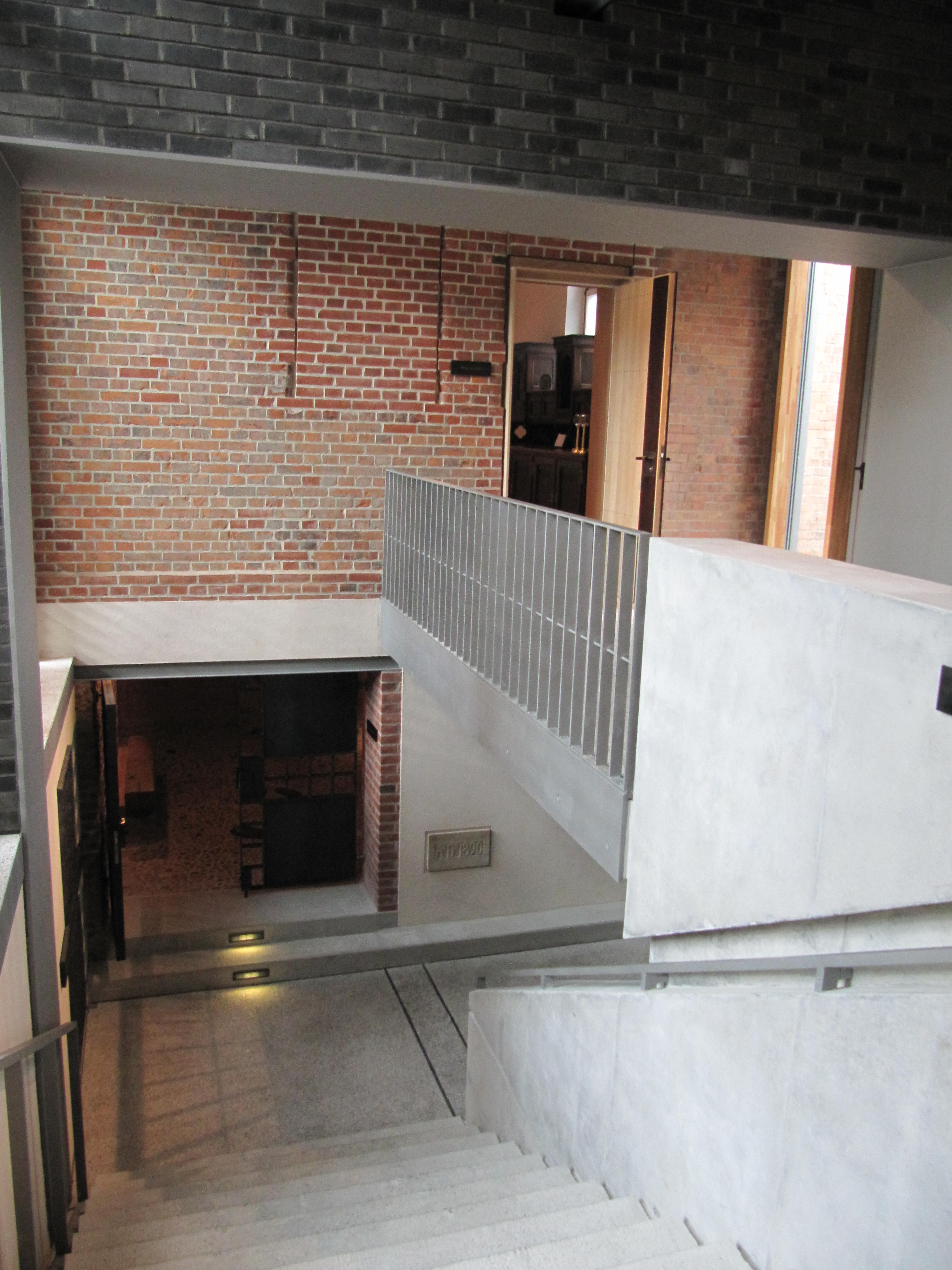
Zugang zur Krypta

#### Krypta

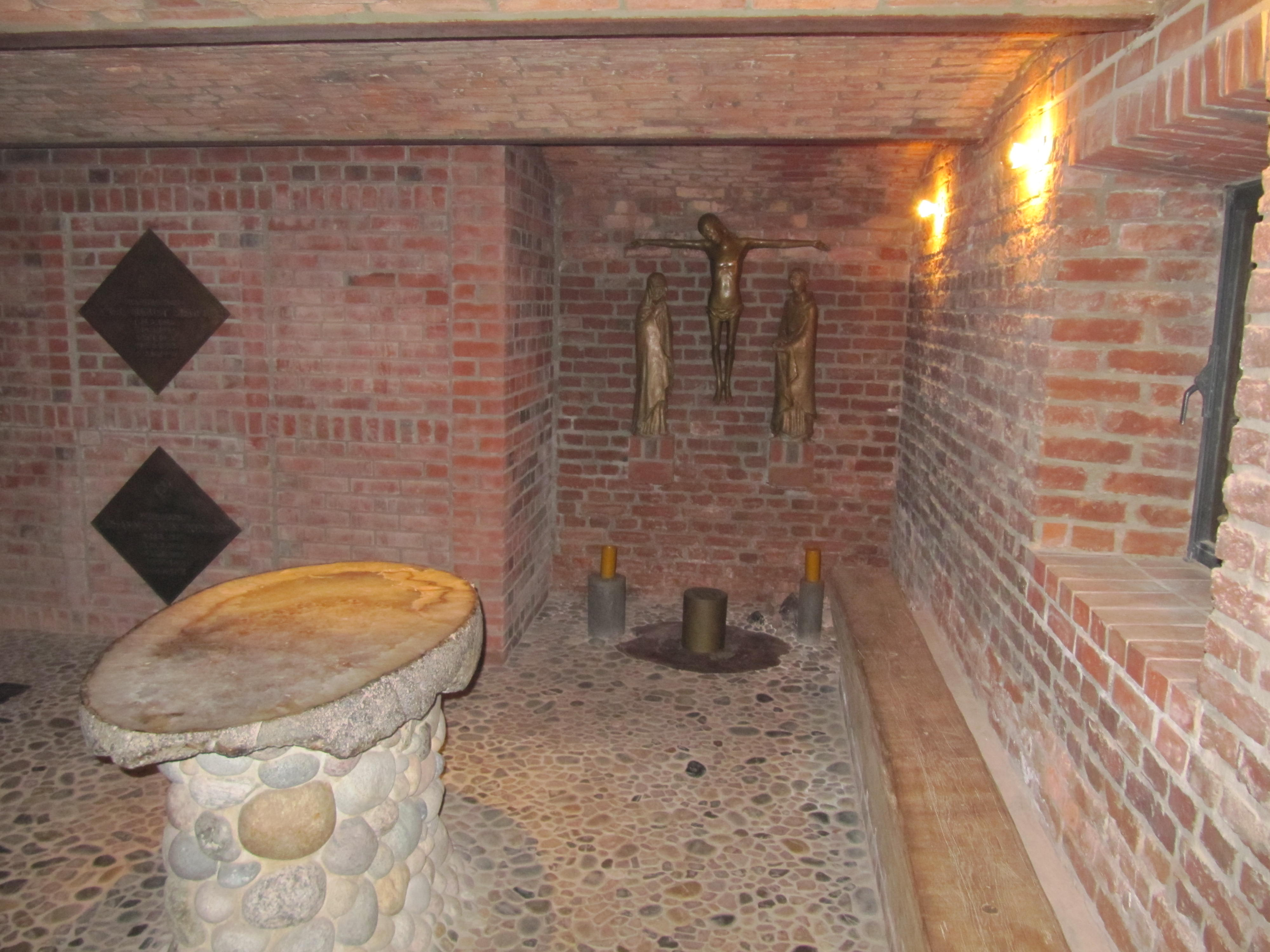
Krypta mit Gruftkapelle

Der Zugang zu Krypta, Bischofsgruft und Kolumbarium unter der Apsis erfolgt über den an das südliche Seitenschiff anschließenden Statiogang. Der Zugang zur Krypta wurde beim Bau der neuen Sakristei neu gestaltet.

##### Bischofsgruft
Die heute in Gebrauch befindliche Bischofsgruft entstand bis 1983 im Auftrag von Weihbischof Karl-August Siegel. Da die Marienkirche zu diesem Zeitpunkt keine Unterkirche hatte, wurde ein ehemaliger Kohlenkeller zu einer Krypta mit Gruftkapelle umgebaut.
Den Auftrag hierfür erhielt der Künstler Heinrich Gerhard Bücker (1922–2008) aus Vellern bei Beckum. Mit seinem Belag aus Kieselsteinen erinnert der Fußboden an ein Flussbett. Die insgesamt sechs Grabnischen der Bischöfe sind in die Wand eingelassen und werden nach der Beisetzung mit einer Bronzeplatte gekennzeichnet. Hierauf sind nicht nur die Lebensdaten verzeichnet, sondern auch die Daten der Priester- und der Bischofsweihe sowie die Amtsdauer.
Nach Fertigstellung der Gruft 1983 wurde der Leichnam des 1978 auf dem Ohlsdorfer Friedhof bei Kapelle 13 beigesetzten Weihbischofs Johannes von Rudloff hierher überführt. Weihbischof Siegel wurde 1990 direkt in der Bischofsgruft bestattet, ebenso 2013 Bischof Averkamp. Nach der Beisetzung von Weihbischof Norbert Werbs im Januar 2023 sind in der Krypta noch zwei Beisetzungsplätze vorhanden.

##### Kolumbarium

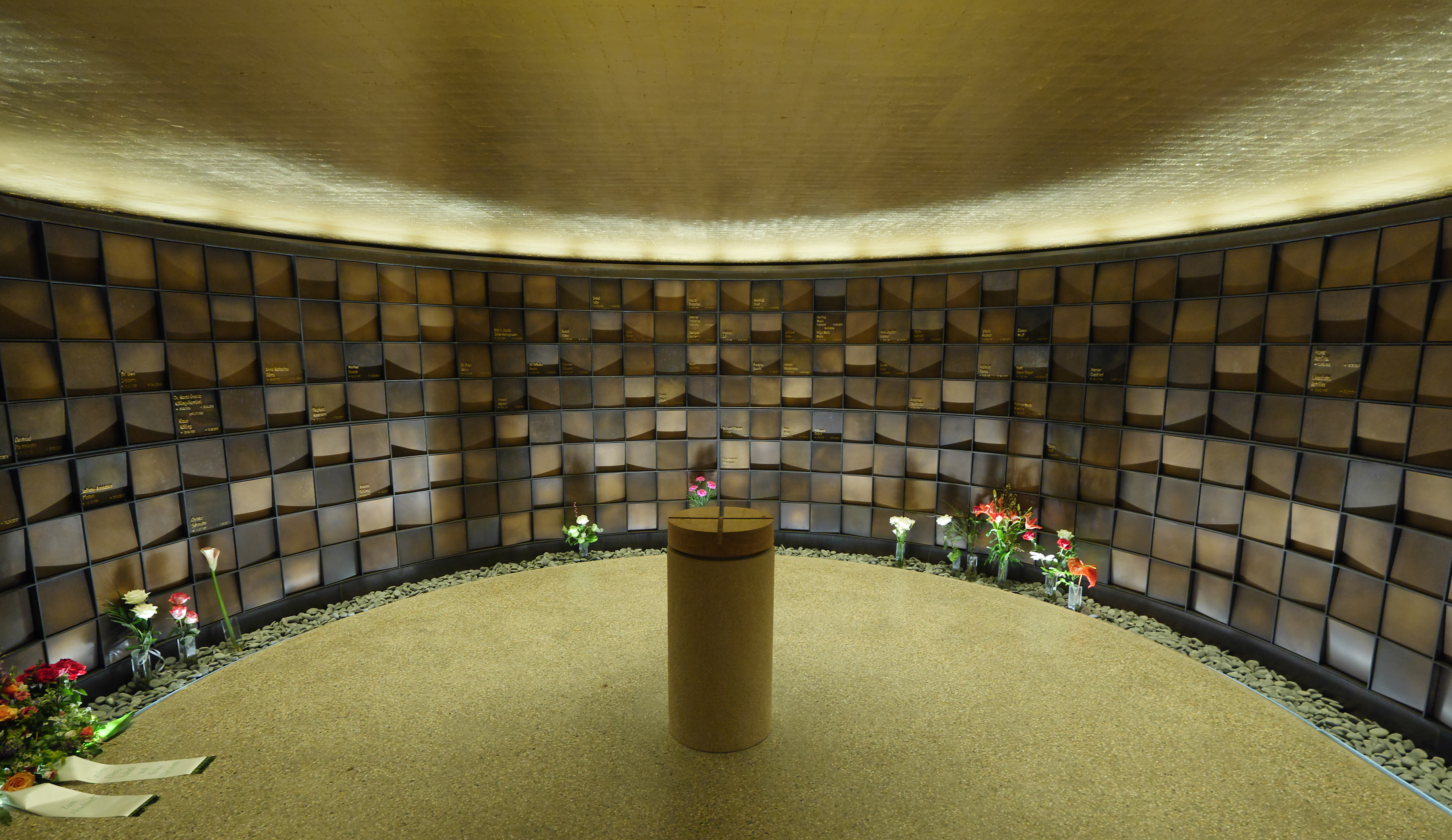
Kolumbarium in der Krypta

Über die Krypta erfolgt der Zugang zum 2012 eingeweihten Kolumbarium, einer 110 Quadratmeter großen Urnenbeisetzungsstätte mit über 1500 Plätzen, die sich unter dem Altar befindet. Nach dem Entwurf des Münsteraner Architekten Tobias Klodwig ist die Decke der Urnengrabstätte in Anlehnung an das Apsismosaik golden gestrichen. Die versetzt angeordneten bronzenen Urnengrabplatten stehen für die Individualität des Menschen. Die warme Farbgebung und indirekte Beleuchtung sollen zum Innehalten einladen. Das Kolumbarium ist ein Beisetzungsort für alle katholischen Gläubigen in Hamburg, ihre Ehepartner und Kinder. Der St. Marien-Dom ist die einzige katholische Kathedralkirche in Deutschland mit einem Kolumbarium. Diese moderne Bestattungsform ist eine Antwort der Hamburger katholischen Kirche auf die zunehmende Anzahl an anonymen Beisetzungen. Dem gleichsam entgegensetzend ist am Eingang des Kolumbariums der Sinnspruch „Freut Euch, dass Eure Namen im Himmel verzeichnet sind“ angebracht. Die reguläre Ruhezeit beträgt 20 Jahre, erweiterbar auf 30 Jahre. Nach Ablauf der Ruhezeit ist vorgesehen, die Asche der Urnen mit abgelaufener Ruhezeit auf dem Domherrenfriedhof an der Südseite des St. Marien-Doms endgültig beizusetzen.

#### Domherrenfriedhof

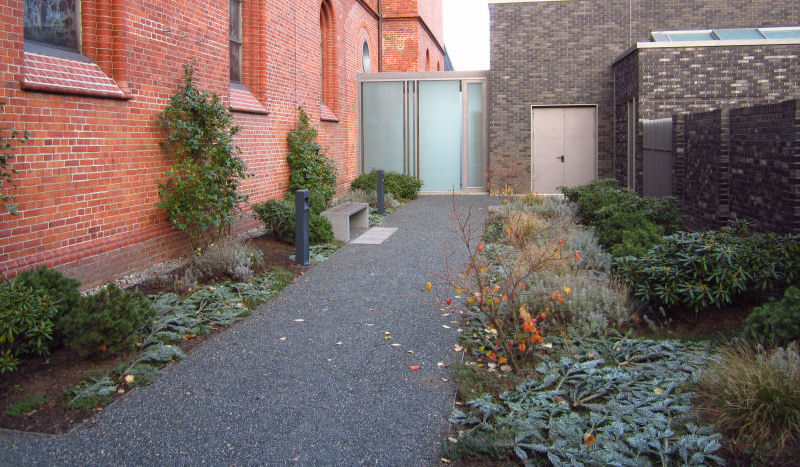
Domherrenfriedhof am St.-Marien-Dom

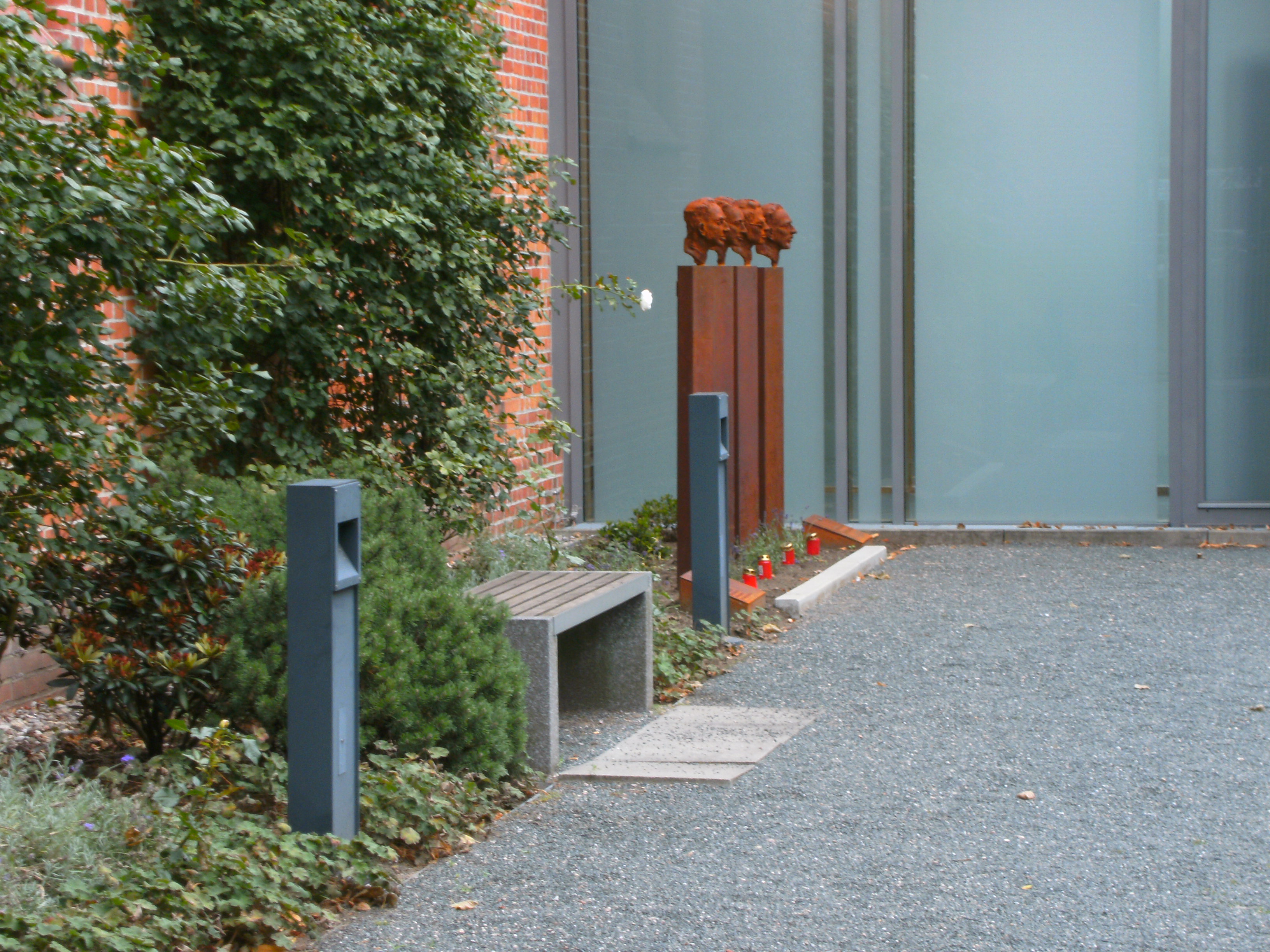
Hamburg, St. Marien-Dom, Domherrenfriedhof: Denkmal mit den vier Köpfen der Lübecker Märtyrer in Eisen auf vier Stelen

An der Ostwand der Kathedralkirche befindet sich seit dem Jahr 2008 der neu angelegte Domherrenfriedhof für die Mitglieder des Domkapitels von St. Marien. Er besteht aus zwei Teilen. Der vordere Teil ist vom Domvorplatz über ein eisernes Tor zu erreichen. Der hintere Teil ist von einem Statiogang umschlossen. Der ruhige und meditative Charakter des Friedhofes wird durch einen grauen Splitt-Weg sowie schlicht gestalteten Bänke aus Granit mit dunkler Holzauflage betont. Der Domherrenfriedhof bietet Platz für 17 Grabstätten.
Für die Anlegung eines Friedhofes mitten in der Stadt waren Genehmigungen bei der Umweltbehörde einzuholen. Diese wurden mit der Auflage erteilt, dass der Untergrund eine rasche Verwesung der Leichname gewährleistet. Bei dem bestehenden Boden wäre dies kaum möglich gewesen. Deswegen wurde das vorhandene Erdreich bis zu einer Tiefe von vier Metern ausgebaggert und durch Sand ersetzt.
Am 30. November 2013 fand auf dem Domherrenfriedhof mit der Beerdigung von Dompropst Alois Jansen die erste Beisetzung statt.
Ein Denkmal mit den vier Köpfen der Lübecker Märtyrer auf vier Eisenstelen des Bildhauers Karlheinz Oswald erinnert an ihr Wirken.

## Kirchenmusik
Im Dom wird regelmäßig Kirchenmusik aufgeführt, sowohl liturgisch als auch konzertant. Der Domchor hat liturgisch seinen Schwerpunkt bei Kompositionen aus der Renaissance (Palestrina, Vittoria, Lassus und Haßler) und der Romantik (Schubert, Bruckner, Kodály und Dvořák) sowie in der Pflege des Gregorianischen Chorals. Zum konzertanten Repertoire gehören alle bekannten Oratorien und großen Messen. Die Leitung der musikalischen Aufführungen lag von 1982 bis 2022 bei KMD Eberhard Lauer. Im September 2022 wurde Christian Weiherer wurde zum Dommusikdirektor ernannt.
Jeden Sommer findet eine Orgelkonzertreihe mit europäischen Kathedralorganisten statt. Der St. Marien-Dom nimmt zudem am „Hamburger Orgelsommer“ mit Gastorganisten aus Hamburg, Deutschland, Europa und der Welt teil. Der Orgelsommer wird ökumenisch zusammen mit den Hamburger Kirchen St. Jacobi, St. Katharinen, St. Michaelis und St. Petri veranstaltet.

## Domkapitel
Das Hamburger Domkapitel ist gleichzeitig Metropolitankapitel. Für das Domkapitel in Hamburg gilt das Preußen-Konkordat. Dass dieser Vertrag, der bereits aus dem Jahr 1929 mit Novellierungen im Jahr 1933 stammt, auch für das 1995 errichtete Erzbistum Hamburg gilt, war ein Bestandteil der Gründungsverhandlungen des Erzbistums, da Alt-Hamburg und Mecklenburg, die nie zu Preußen gehörten, in diese Regelungen aufgenommen werden mussten. Neben seinen üblichen Aufgaben (Sorge um die liturgischen Feiern in der Hohen Domkirche, Wahl eines Diözesanadministrators, Beratung und Unterstützung des Bischofs bei der Leitung der Diözese, Verwaltung des Domschatzes) kommt dem Domkapitel auch das Recht der Bischofswahl zu.
Das Hamburger Domkapitel besteht aus zehn Priestern des Erzbistums, nämlich dem Vorsteher des Kapitels (Dompropst), dem Weihbischof, dem Generalvikar, dem Dompfarrer sowie weiteren Domkapitularen. Zurzeit gehören dem Domkapitel an: Dompropst Berthold Bonekamp, Weihbischof Horst Eberlein, Generalvikar Sascha-Philipp Geißler SAC, Dompropst em. und Generalvikar em. Franz-Peter Spiza, die Domkapitulare Thomas Benner (Dekan der Bistumsregion Hamburg), Christoph Giering (Propst von Lübeck und Dekan der Bistumsregion Schleswig-Holstein), Georg Bergner (Dekan der Bistumsregion Mecklenburg und Propst von Schwerin), Peter Wohs (Pfarrer von Neumünster), Dietmar Wellenbrock (Pfarrer von Rostock) sowie Domkapitular Thorsten Wolfgang Weber (Pfarrer am Mariendom und der City-Pfarrei Sankt Ansgar).
Emeritierte Domkapitulare sind der ehem. Generalvikar Ansgar Thim, Burkhard Göcke, Ansgar Hawighorst, Nestor Kuckhoff, Franz Mecklenfeld, Prälat Josef Michelfeit und Msgr. Wilm Sanders. Ehrendomherren sind der frühere Dompfarrer Georg von Oppenkowski und Msgr. Winfried Schiemann.

## Rund um den Dom

### Domvorplatz

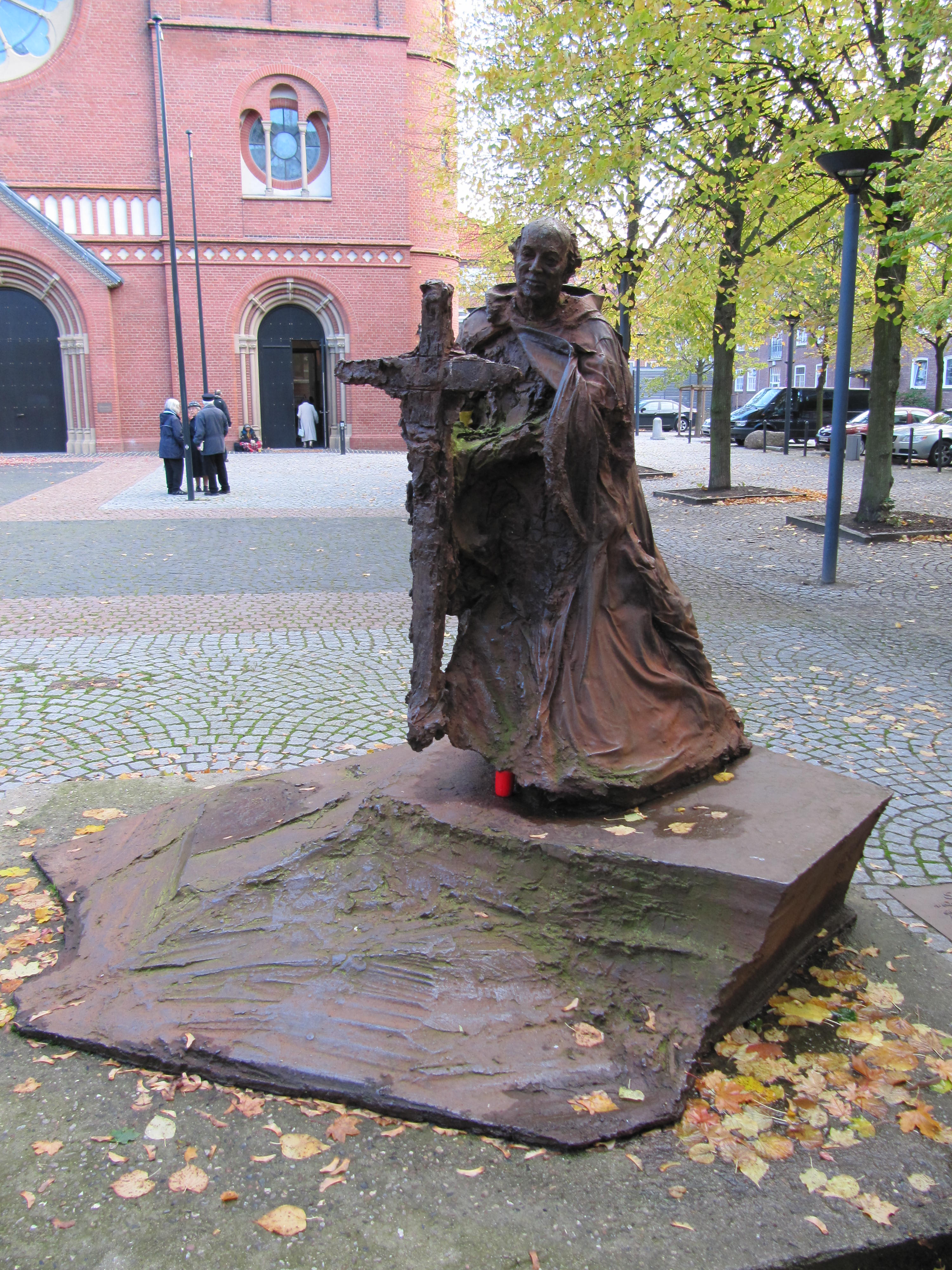
St.-Ansgar-Skulptur auf dem Domvorplatz von Karlheinz Oswald

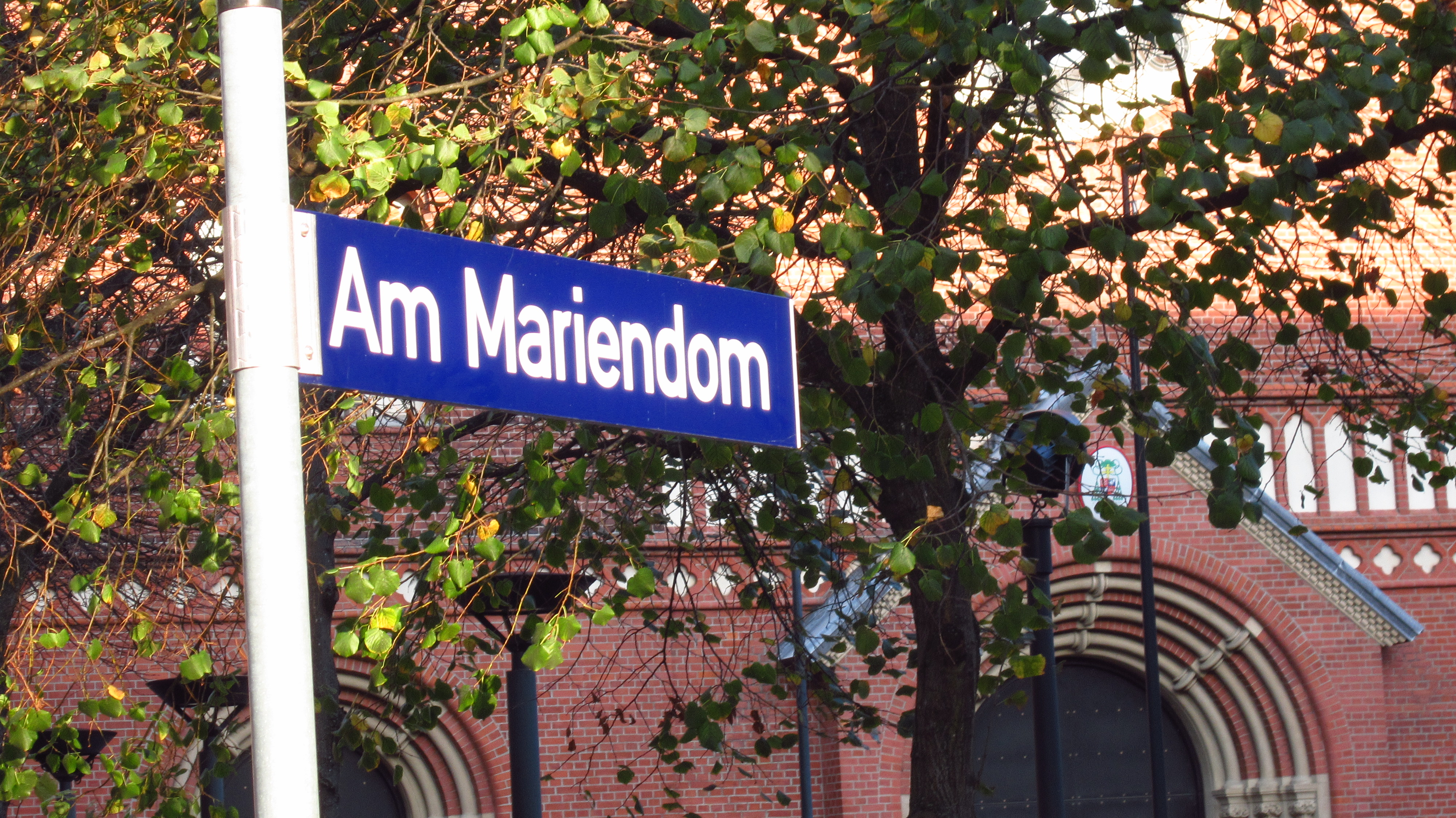
Die Straße rund um den Domvorplatz heißt seit Januar 2013 „Am Mariendom“

Auch der vor der Kirche liegende Platz soll umgestaltet werden, dafür zeichnet der Architekt Mario Botta verantwortlich. Es gibt erste Pläne und Entwürfe, aber eine Entscheidung steht noch aus.
In einer Publikation des Erzbistums vom Juni 2006 heißt es unter der Überschrift „Überlegungen zum Domplatz“:
[…] Es ist uns gelungen, einen der bedeutendsten internationalen Architekten für diese Aufgabe zu gewinnen: Prof. Mario Botta. Er hat die Aufgabe, eine Verbindung zwischen der neoromanischen Architektur unserer Kirche und der Gegenwart zu schaffen und dabei einen einladenden Platz weltoffener Ausstrahlung und gastfreundlicher Anziehungskraft zu gestalten. Wir schenken Hamburg einen neuen Platz.
Das Denkmal des Heiligen Ansgar in Mönchskutte des Bildhauers Karlheinz Oswald wurde 2000 zum Katholikentag auf dem Domvorplatz aufgestellt. Es ist ein Geschenk des Bistums Mainz an das Erzbistum Hamburg.
Seit Januar 2013 heißt der Weg, der von der Danziger Straße vorbei am Mariendom zur Schmilinskystraße führt, offiziell „Am Mariendom“ mit den Hausnummern 1 bis 9 (vordem: Danziger Straße 52a bis 62).

### Kirchliche Einrichtungen
Nördlich vom Dom befindet sich im Gebäude des ursprünglichen Krankenhauses das Kindertagesheim St. Marien. Östlich vom Dom befindet sich die Domschule.

### Kolpingrelief

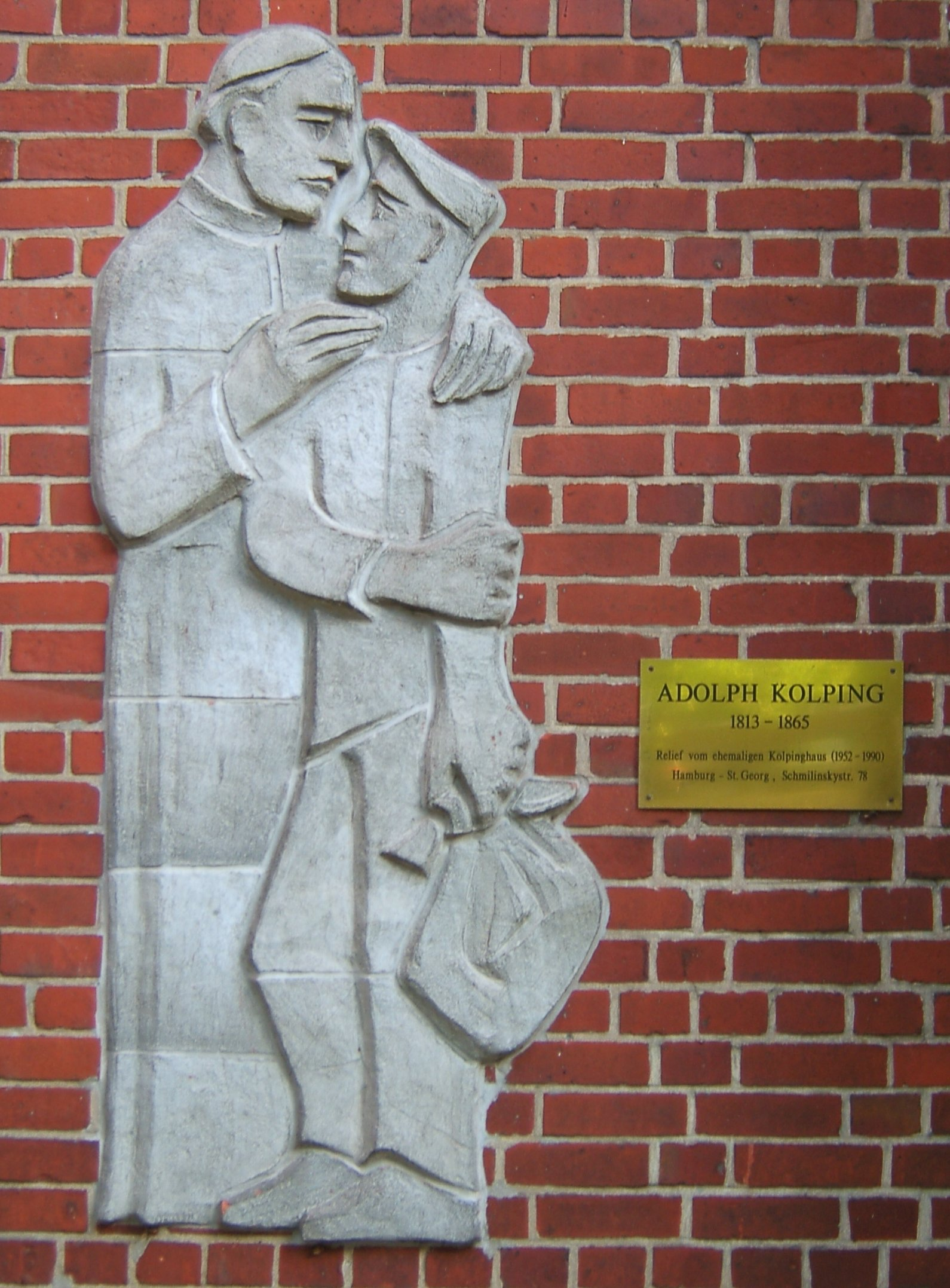
Kolpingrelief am Gemeindehaus

Das Relief am Gemeindehaus des Doms erinnert an Adolph Kolping (1813–1865). Es stammt vom Kolpinghaus, das von 1952 bis 1990 in der Schmilinskystraße 78 in unmittelbarer Nähe stand.

### St.-Ansgar-Haus
Östlich grenzen an den Dombereich die Gebäude des erzbischöflichen Tagungs-, Bildungs- und Gästehauses St.-Ansgar-Haus, in dem sich auch das Priesterseminar Hamburg befindet.

### Denkmal für Papst Johannes PaulII.

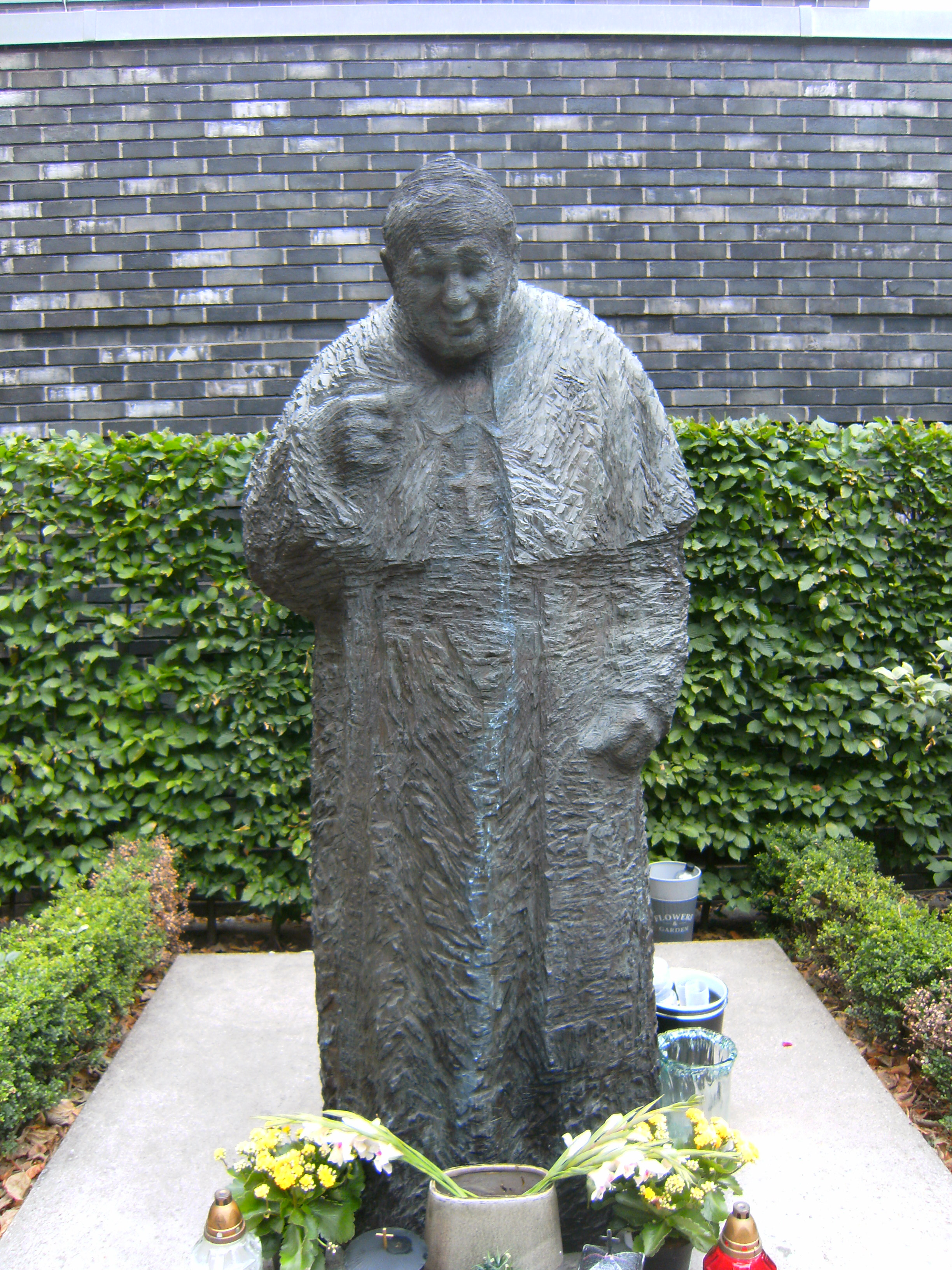
Hamburg, St. Marien-Dom: Statue Papst Johannes Paul II. von Józek Nowak

Am 7. Januar 1995 erhob Papst Johannes Paul II. die damalige Pfarrkirche St. Marien zur Kathedralkirche des neugegründeten Erzbistums Hamburg. An ihn erinnert eine auf Anregung der Hamburger polnischen Gemeinde von Józek Nowak 2007 geschaffene überlebensgroße Statue neben der Domsakristei.